# Chevrolet Silverado
La Chevrolet Silverado est le nom de la dernière gamme de pick-ups Chevrolet. Il est aussi vendu par la marque GMC sous le nom de Sierra.

## Historique

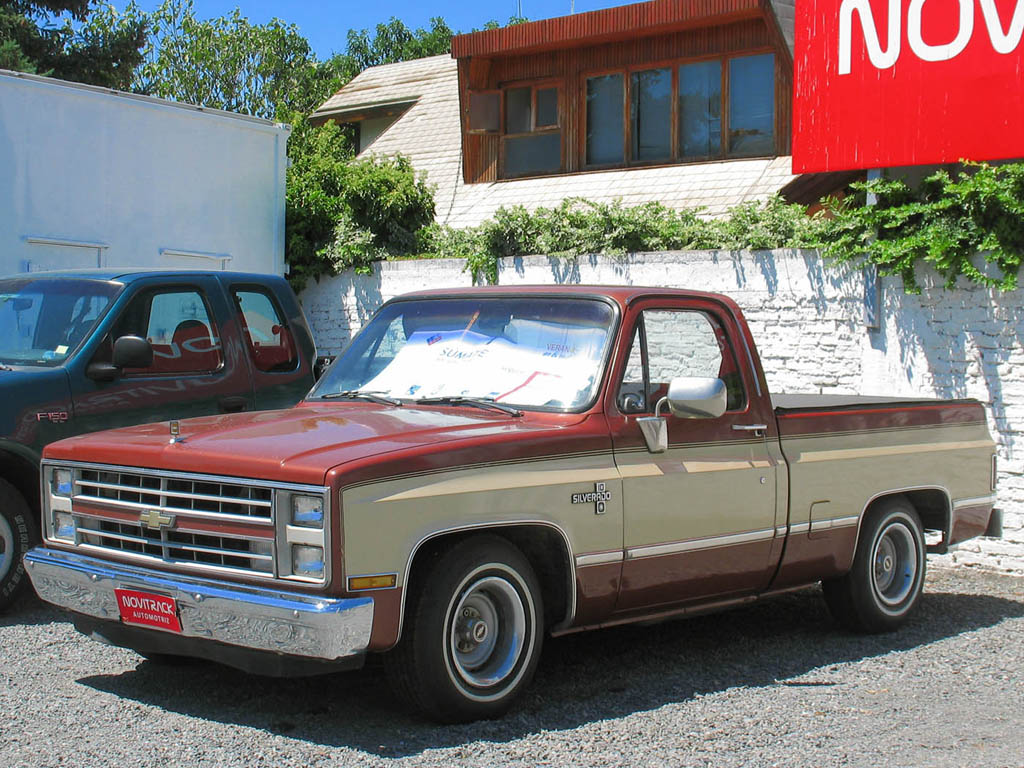
Chevrolet C/K Silverado de 1973

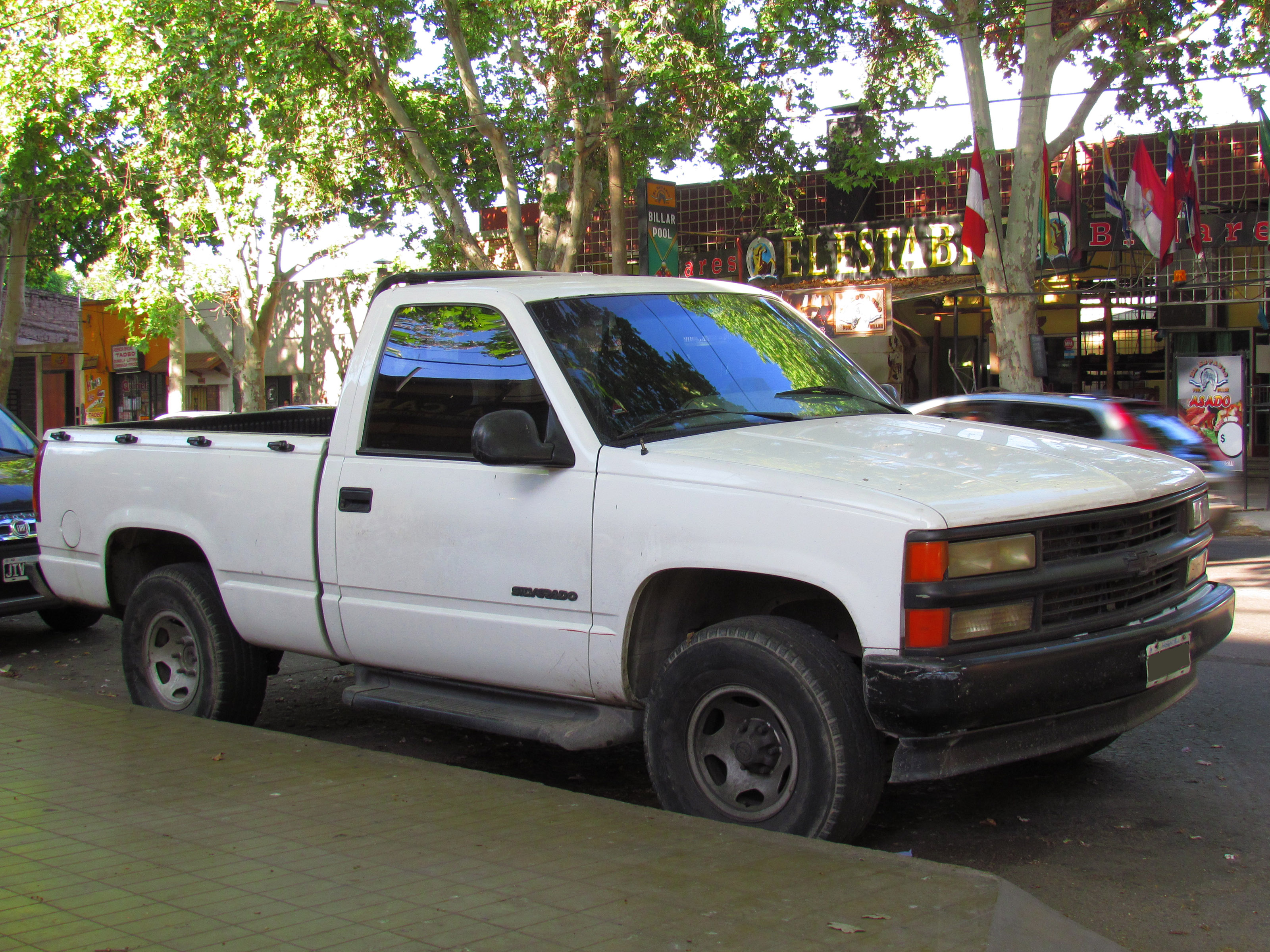
Chevrolet C/K Silverado de 1987

Bien que General Motors ait présenté son premier pick-up en 1930, le terme «Silverado» était une désignation utilisée uniquement pour détailler la finition des pick-ups et SUV, Chevrolet Suburban, Tahoe et C/K de 1975 à 1999. GMC a utilisé quelques variantes du nom «Sierra» (par exemple, Sierra, Sierra Classic, Sierra Grande et High Sierra) comme noms de modèle et lignes de finition; cependant, Chevrolet utilise toujours CK et CC dans leurs codes de modèle actuels.
Les pick-ups Chevrolet Silverado et GMC Sierra ont été essentiellement les mêmes pour toute leur histoire. Cependant, il existe des variantes de finition et d'options d'extension. Les premiers modèles incluaient des variations dans le moteur et l'équipement, mais les différences actuelles sont légères. La refonte de l'année modèle 1999 comprenait différentes calandres et garnitures intérieures, et certaines fonctionnalités (par exemple le Quadrasteer) ont été incluses à différents moments sur les deux pick-ups. Le GMC Sierra a une finition de luxe connu sous le nom de "Denali" qui ajoute des fonctionnalités de confort et des modifications de conception supplémentaires. L'équivalent Chevrolet du niveau de finition Denali est le Silverado High Country qui a été introduit pour l'année modèle 2014. En 2018, au NTEA Work Truck Show à Indianapolis, IN, un autre nouveau Silverado sera lancé, à savoir les châssis-cabines à usage moyen 4500, 5500 et 6500; ces véhicules seront exclusifs à Chevrolet, car GMC n'a pas l'intention d'offrir un équivalent. Quand le Silverado apparaît en tant que dénomination de base sur le pick-up en 1998, les C/K arborant leur finition disparaissent, mais ils continuent à être produits jusqu'en 2001.

## Première génération (1999-2007)

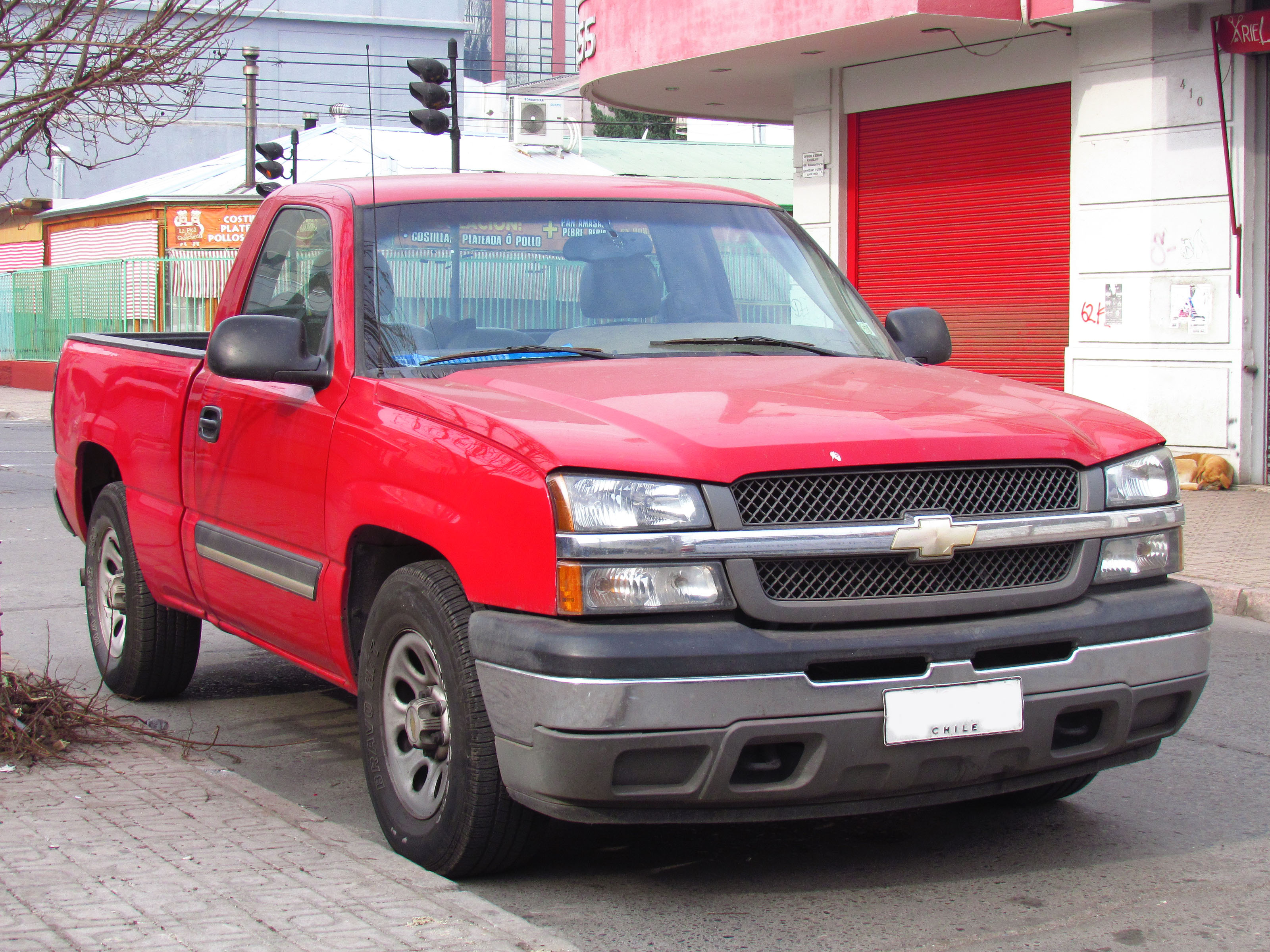
Chevrolet Silverado I Phase II

Les pick-ups GMT800, Silverado/Sierra 1500 et 2500, sont sorties en août 1998 en tant que modèles de 1999. Les pick-ups légers «classiques» GMT400, C/K, ont continué d'être produit pour cette première année aux côtés des nouveaux modèles, et les pick-ups robustes GMT400 (aux côtés des SUV GMT400) se sont poursuivies jusqu'en 2000, avec le nouveau GMT800, Silverado/Sierra HD (Heavy Duty), sorti un an plus tard. Un petit rafraîchissement pour les modèles de 2003 a été introduit en 2002, apportant de légères modifications de conception et une mise à niveau des commandes audio et HVAC. Les derniers GMT800 de production de 2006 et 2007 utilisé le nom Classic pour désigner la différence entre les pick-ups de première et deuxième génération.
Le Silverado/Sierra 1500 GMT800 (pick-up de faible charge) est apparu en 1998 (en tant que modèle 1999). Les modèles Silverado/Sierra HD (pour « Heavy Duty », pick-up de charge importante) sont sortis en 2001.

### Développement
En janvier 1993, GM a commencé le développement du programme de pick-up GMT800 avec de nombreuses équipes se réunissant. À la fin de 1994, une conception finale a été choisie et finalisée pour une production en juin 1995, 36 mois avant le début prévu en juin 1998. L'approbation du développement a été émise fin 1997, la préproduction et la production en série devant débuter en juin 1998.

### Light Duty

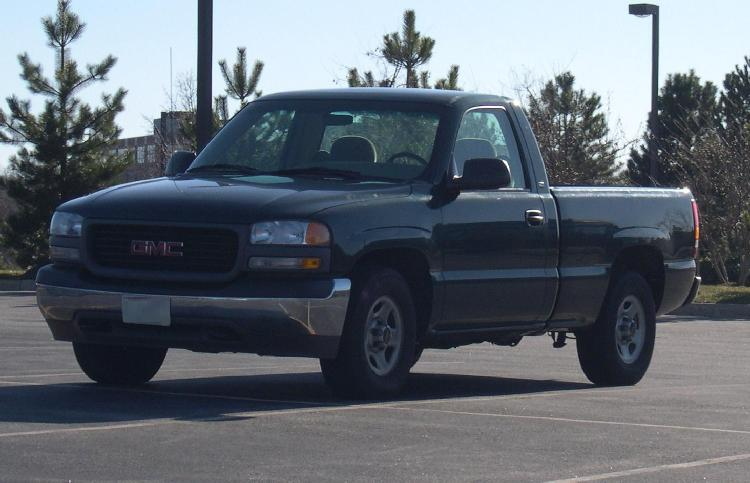
Un GMC Sierra Regular Cab benne courte de 2002

Il existe un certain nombre de modèles Silverados et Sierras Light Duty, y compris les modèles d'une demi-tonne, SS et Hybrid.
Les pick-ups Light Duty utilisent le nom 1500. Ils sont disponibles en trois longueurs de cabine, cabine standard/ordinaire à 2 portes, cabine allongée à 3 ou 4 portes et cabine multiplace à 4 portes à charnières avant. Trois bennes de chargement sont disponibles: une benne courte de 1 758 mm, une benne standard de 1 999 mm et une benne longue de 2 479 mm. La benne courte n'est disponible qu'avec la cabine 4 portes à charnières avant.
Pour la première année, seules la cabine standard et la cabine allongée à 3 portes étaient disponibles, ainsi que les V6 Vortec 4300, V8 Vortec 4800 et V8 Vortec 5300. En 2000, une option de porte arrière côté conducteur est devenue disponible pour la cabine allongée, ce qui lui donne quatre portes, et la carrosserie cabine 4 portes à charnières avant a été ajouté à la gamme en 2004. La puissance du moteur de 5,3 L a également augmenté pour atteindre 289 ch (213 kW) et 441 N m.
Le V8 Vortec 6000 de 6,0 L était de série sur le 2500 et a été ajouté pour les modèles Heavy Duty de 2001, d'une puissance nominale de 305 ch (224 kW), le GMC Sierra 1500 C3 obtenant une version améliorée de 329 ch (242 kW) de ce moteur. Le Silverado Z71 a obtenu une boîte composite plus légère en option, avec une finition de suspension pour le remorquage, mais il lui manquait le moteur à haut rendement. Le C3 est devenu le Denali pour 2002 et le Quadrasteer a été ajouté.
GM a introduit une version retravaillée du Silverado et du Sierra en 2003, avec une nouvelle partie avant et une partie arrière légèrement mise à jour. En 2006, le Silverado a reçu un autre restylage, similaire à la version HD introduit dans les modèles HD de 2005. De plus, Chevrolet a supprimé le badge «Chevrolet» du hayon, utilisé de 1998 à 2005. Ses homologues SUV ont conservé l'utilisation de la tôle pré-restylage. Au cours de l'année modèle 2005, tous les pick-ups Light Duty GMT800 sont revenus aux freins à disque avant/tambour arrière comme mesure de réduction des coûts; les pick-ups lourds et les SUV ont conservé leurs freins à disque aux 4 roues.
L'Insurance Institute for Highway Safety (IIHS) a donné au Silverado un score global "Marginal" pour le test de collision frontale décalée à cause d'une mauvaise intégrité structurelle et un mauvais contrôle du mannequin, bien qu'aucune blessure n'ait été enregistrée sur les régions du corps du mannequin.
Les modèles à faible charge empruntent généralement l'appellation « 1500 », ils sont capables de remorquer 4 700 kg de transporter 930 kg  dans leur benne. Il existe trois longueurs de bennes : courte (1 758 mm), normale (1 999 mm) et longue (2 479 mm).
On trouve cinq types de Silverado/Sierra Light Duty :
- 1500 Regular Cab (2 portes) ;
- 1500 Extended Cab (2 portes, cabine allongée) ou Crew Cab (4 portes) ;
- 2500 ;
- GMC Sierra C3 ou Denali, depuis 2002 ;
- Chevrolet Silverado SS.

#### GMC Sierra C3/Denali de 2001
GMC a créé une version haut de gamme de sa Sierra 1500 en 2001 appelées Sierra C3. Il utilisait une traction intégrale avec un rapport de démultiplication de 3,73 et comprenait le V8 LQ4 Vortec 6000 de 6,0 litres développant 325 ch (242 kW) à 5 000 tr/min et 502 N m de couple à 4 000 tr/min couplé à une transmission automatique à quatre vitesses 4L60E-HD avec d'autres équipements haut de gamme. Pour 2002, le nom a été changé pour Sierra Denali, mais les spécifications sont restées essentiellement les mêmes, à l'exception de l'ajout du Quadrasteer de GM, et la transmission est passée du 4L60E-HD au 4L65E en conjonction avec un rapport de démultiplication final de 4,10.
Le Denali est conçu pour un remorquage de 4 100 kg et un transport de 723 kg dans la benne de chargement.
Le Sierra Denali était initialement équipé du système Quadrasteer de Delphi comme équipement standard. Il s'agissait d'un système de direction à 4 roues qui réduisait considérablement le rayon de braquage du pick-up et amélioré le changement de voie lors du remorquage. General Motors a abandonné le Quadrasteer du Sierra Denali après l'année modèle 2004 et de toute sa gamme après 2005 en raison des faibles ventes de cette option coûteuse.
GMC sort en 2001 une version supérieure de son Sierra 1500, appelée « C3 ». Celle-ci utilise un V8 de 6 L développant 325 ch (242 kW) et est pourvue de quatre roues motrices ainsi que d'équipements supplémentaires. En 2002, le nom change en « Sierra Denali » et, en 2005, le moteur est remplacé par le V8 6 L VortecMAX de 345 ch (257 kW) du Chevrolet Silverado SS de 2003.

#### Chevrolet Silverado SS

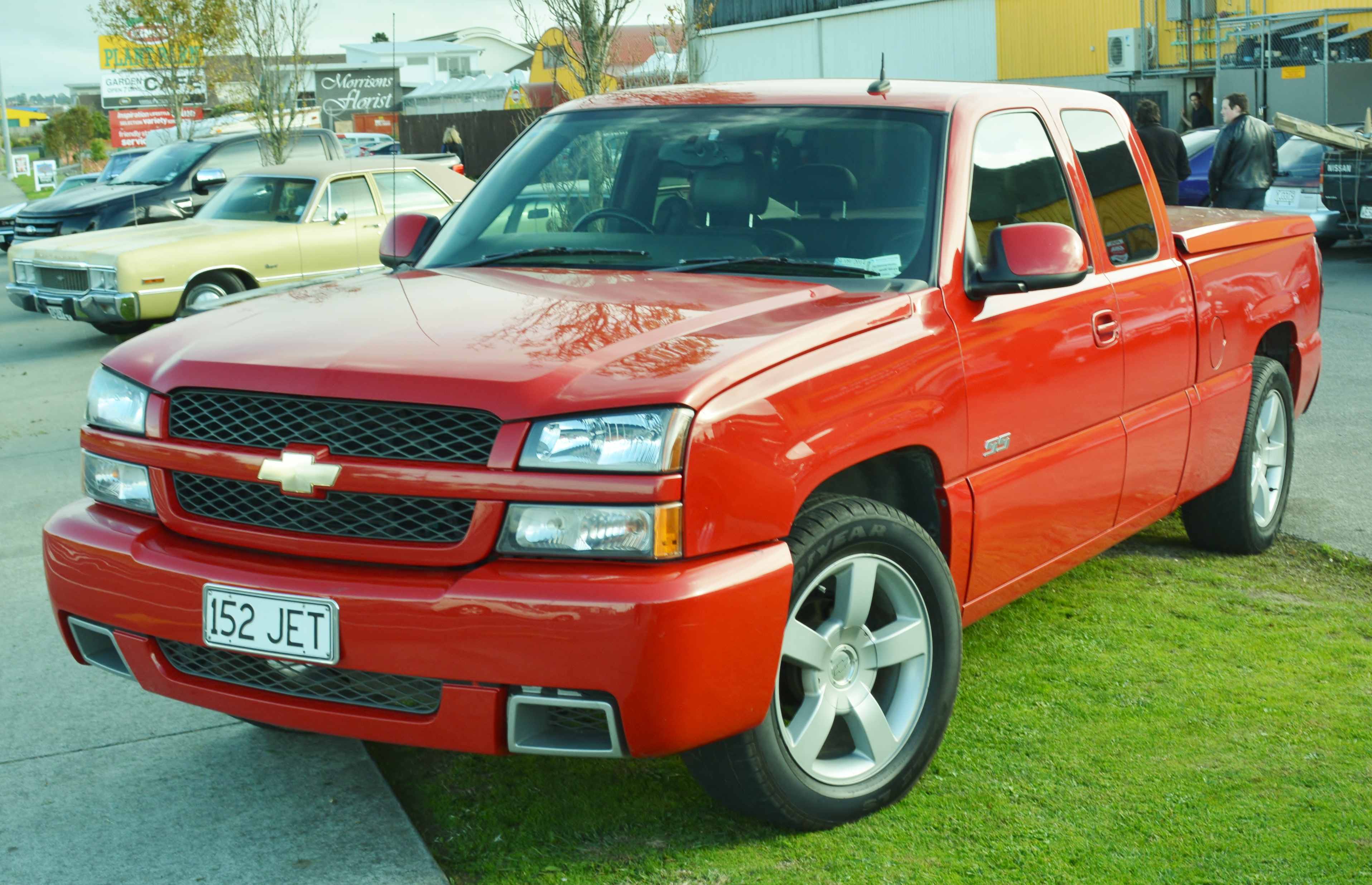
Chevrolet Silverado I SS

Lancé au début de 2003, le Silverado SS est un pick-up haute performance construit par Chevrolet. Il est basé sur le Silverado 1500 à cabine allongée avec le Fleetside Box et propose des améliorations dans la transmission et l'apparence extérieure et intérieure. Il était équipé de série du V8 Vortec High-Output de 6,0 litres développant 349 ch (257 kW) à 5 200 tr/min et 515 N m de couple à 4 000 tr/min couplé à une transmission automatique à quatre vitesses 4L65E. Il s'agissait du même moteur que celui utilisé pour le Cadillac Escalade de deuxième génération. Chevrolet et GMC ont commercialisé ce moteur sous le nom de Vortec High Output et plus tard "VortecMAX", tandis que Cadillac l'appelle le "HO 6000". Le SS a fait ses débuts en 2003 avec une configuration de traction intégrale standard avec un rapport de démultiplication de 4,10 et des freins à disque aux 4 roues. En 2005, dans une tentative d'augmenter les ventes, une version 2 roues motrices est devenue disponible (le SS 2RM a également perdu ses freins à disque arrière au profit de freins tambours, tout comme le reste des GMT800 de 1/2 tonne). 2005 a également été la première année où le toit ouvrant était disponible dans la gamme SS. En 2006, la variante 4x4 a été abandonnée et la traction arrière était la seule disposition de transmission disponible. Dans un effort supplémentaire pour réduire les coûts, les acheteurs pouvaient également choisir un intérieur en tissu et/ou une banquette. Le Silverado SS est également livré avec la suspension de performance Z60 et des roues en aluminium de 20 pouces. Tous les pick-ups SS à deux roues motrices et à traction intégrale utilisé la suspension avant de style barre de torsion pour une meilleure maniabilité. Les pick-ups à thème SS n'étaient disponibles d'usine qu'en Black Onyx, Victory Red, et Arrival Blue Metallic de 2003 à 2004. En 2004 Arrival Blue Metallic a été supprimé des choix de couleurs et remplacé par Silver Birch Metallic.
Lancé en 2003, le Silverado SS (pour Super Sport) est un pick-up à quatre roues motrices très performant. Il embarque le V8 de 6 L VortecMAX développant 345 ch (257 kW) à 5 200 tr/min et offrant un couple de 515 N m à 4 000 tr/min. Ce moteur était auparavant uniquement utilisé sur le luxueux Cadillac Escalade. Chevrolet et GMC appellent ce moteur « VortecMAX » tandis que sa dénomination est « HO 6000 » chez Cadillac. Le Silverado SS est également muni de la suspension Z60 et de jantes en chrome de 20 pouces.

#### Intimidator SS
En 2006, Chevrolet a lancé une édition spéciale du Silverado SS sous le nom "Intimidator SS" (sous licence Dale Earnhardt, Inc.) pour honorer le regretté Dale Earnhardt. Le pick-up est venu avec plusieurs améliorations mineures d'apparence (aileron arrière, appuie-tête brodés, badges personnalisés Intimidator), mais était essentiellement un Silverado SS standard. Sur les 1 033 pick-ups programmés, seulement 933 ont été fabriqués (les 100 restants ont été vendus en tant que pick-ups Silverado SS de 2007 de style de carrosserie «classique» avant le changement de 2007. Ces pick-ups n'étaient disponibles qu'en extérieur Black Onyx mais peut être commandé avec un intérieur en tissu ou en cuir. Autres caractéristiques-.

#### Vortec High Output/Vortec Max
L'option Vortec High Output a été introduite pour la première fois en 2004 sur un marché limité (composé principalement du Texas et de plusieurs régions avoisinantes); il était disponible dans tout le pays pour l'année 2005. Il était disponible pour les pick-ups Chevrolet et GMC 1500. Cette finition d'édition spéciale (sous le code d'option B4V) incluait plusieurs options jusque-là introuvables sur le modèle 1500 standard, notamment le moteur V8 LQ9 6.0 L (le même que celui utilisé pour le Silverado SS, les GMC Denali de 2005-2006 et le Cadillac Escalade). Le moteur LQ9 était évalué à 349 ch (257 kW) à 5 200 tr/min et 515 N m de couple à 4 000 tr/min, ce qui était les mêmes spécifications partagées dans les modèles SS. La finition B4V ne pouvait être commandé que sur des pick-ups 2RM à cabine allongée avec benne standard. Ils été tous construits à l'usine d'assemblage canadienne et étaient équipés de la finition de suspension haute performance Z60, en plus de la transmission M32 = 4L65E, de la vitesse arrière GT4 = 3,73 et du verrou Gov G80 en équipement standard. Les modèles de 2004 étaient équipés de l'extrémité arrière standard à 10 boulons de 8.625". Les modèles de 2005 ont été mis à niveau avec un arrière plus grand de 14 boulons de 9,5" sous l'option RPO AXN. La finition comprenait également un style de roues GM de 20 pouces nouvellement introduites et installées d'usine. C'était la première fois que le moteur LQ9 était disponible pour une application à deux roues motrices. Contrairement aux années précédentes avec la finition SS, les choix intérieurs variaient de tissu de base à entièrement rembourré. Il y avait aussi plus d'options de couleurs extérieures disponibles avec cette finition.
En 2006, la finition de remorquage Vortec Max est devenue disponible. La finition Vortec Max a été ajoutée à la liste des options avec un éventail de fonctionnalités similaires et de nouveaux badges, et a conservé le groupe motopropulseur LQ9/4L65-E. Cependant, la finition Vortec Max diffère de l'édition Performance parce qu'il est également livré avec une variante de la suspension de manutention/remorquage Z85, ainsi que des roues et des pneus de 17 pouces sous le code d'option NHT (et était également disponible sur les modèles 4x4 en plus des pick-ups 4x2) par rapport à la suspension haute performance Z60 et aux roues et pneus de 20 pouces du B4V ordinaire (qui était limité aux pick-ups à 2 roues motrices). En effet, la finition Vortec Max était destiné à un remorquage maximum, tandis que l'édition Performance était davantage destinée aux clients qui voulaient la mécanique du Silverado SS sans les visuels du SS. Il a été également mis à disposition (en plus de la cabine allongée) dans les modèles Light Duty à cabine 4 portes à charnières avant. La capacité de remorquage avec la finition de remorquage VortecMax était de 4 900 kg.

#### Hybrid
GM a lancé une version hybride du Silverado/Sierra en 2004, devenant ainsi le premier véhicule de tourisme hybride de GM. Connu au sein de GM sous le nom de Parallel Hybrid Truck ou PHT, il ne s'agit pas en fait d'un hybride parallèle selon la définition actuelle, mais d'un type de conception micro hybride. Le moteur électrique logé dans le carter de volant de transmission ne sert qu'à fournir de l'énergie aux accessoires de démarrage du moteur, de charge de la batterie et d'alimentation. Le moteur s'arrête automatiquement lorsque le pick-up s'arrête et utilise une alimentation électrique de 42 volts au démarreur/générateur pour redémarrer le moteur lorsque la pédale de frein est relâchée. Outre la batterie automobile typique de 12 V, le PHT utilise trois batteries Valve Regulated Lead Acid (VRLA) de 14 V supplémentaires montées sous le siège arrière pour stocker et fournir de l'énergie. Le pick-up utilise un V8 Vortec 5300 de 5,3 L pour la puissance de propulsion primaire. Ces pick-ups été également rachetés à des clients pour plus que ce qu'ils valaient à la fin des années 2000.
Le PHT comporte quatre prises de courant alternatif de 120 volts et 20 ampères, deux dans la benne et deux à l'intérieur de la cabine sous le siège arrière. Celles-ci sont particulièrement intéressantes pour le marché des entrepreneurs en bâtiment/construction, car elles nécessitent souvent une alimentation pour la climatisation lors de leur travail. De plus, les réserves de puissance supplémentaires pour les accessoires rendent ce pick-up bien adapté à ce marché, où les pick-ups tournent souvent au ralenti pendant des heures.
La disponibilité était extrêmement limitée au début, les commerciaux obtenant en premier l'attribution. Plus tard en 2005, le pick-up été offert au détail en Alaska, en Californie, en Floride, au Nevada, en Oregon, à Washington et au Canada. Pour 2006-2007, le pick-up était généralement disponible pour les acheteurs au détail partout en Amérique du Nord. Le Parallel Hybrid Truck a été abandonné pour l'année modèle 2008 avec la sortie de la gamme de pick-ups GMT900. À partir de 2009, General Motors propose un Chevrolet Silverado et GMC Sierra de deuxième génération équipés d'un groupe motopropulseur hybride à deux modes et d'une CVT.

### Heavy Duty
La variante HD était un pick-up lourd. Il s'agissait d'une version renforcée du Silverado/Sierra léger et était disponible dans les modèles 1500HD, 2500HD et 3500HD. Le 1500HD, introduit en 2000, offrait un V8 Vortec 6000 de 305 ch (224 kW) à 5 200 tr/min et 488 N m de couple à 4 000 tr/min avec une transmission automatique à quatre vitesses Hydra-Matic 4L80E. Le 2500HD offrait également le moteur V8 LB7 Duramax avec 305 ch (224 kW) à 3 100 tr/min et 705 N m de couple à 1 800 tr/min, le moteur V8 LLY Duramax avec 314 ch (231 kW) à 3 000 tr/min et 820 N m à 1 600 tr/min, et le moteur V8 LBZ Duramax avec 365 ch (268 kW) à 3 200 tr/min et 881 N m à 1 600 tr/min. Le V8 Vortec 8100 de 345 ch (254 kW) à 4 200 tr/min et 617 N m de couple à 3 200 tr/min était également disponible.
Le 2500HD avait une transmission Allison 1000 à cinq vitesses (six vitesses pour les modèles de 2006-2007) avec le Vortec 8100 et le Duramax 6.6. Le Silverado 3500 offre les mêmes caractéristiques de moteur/transmission que le 2500HD, mais il était généralement équipé de "double" roues jumelées à l'arrière et avait une suspension plus solide. Les modèles HD étaient principalement utilisés pour le remorquage et le chargement de poids élevé. Le Chevrolet Silverado 2500HD est arrivé au deuxième rang dans une étude réalisée en 2016 par iSeeCars.com classant les 10 véhicules les plus durables. 5,7% de Silverado 2500HD avait des modèles qui avait plus de 320 000 km, selon l'étude iSeeCars)
Pour 2002, GMC a présenté une nouvelle édition limitée Sierra Professional. Construit en tant que modèle 1500 ou 2500HD à cabine allongée et benne standard avec deux ou quatre roues motrices, le Professional était le pick-up ultime des entrepreneurs. La zone de la console centrale fournissait une zone pour stocker des PDA, des téléphones portables et des ordinateurs portables ainsi que des points de charge supplémentaires pour eux et une zone pour suspendre les dossiers de fichiers. Il y avait également des plateaux de stockage supplémentaires et des porte-gobelets plus grands dans toute la cabine, y compris un porte-gobelet à température contrôlée. L'extérieur était doté d'un revêtement inférieur de carrosserie, d'un écusson Professional et d'une calandre entièrement chromée. Ces pick-ups comprenaient également une doublure de benne standard, des protecteurs de rail de benne, une prise de courant dans la benne et de nombreux accessoires en option adaptés pour le commerçants (porte-échelles, boîtes à outils, etc.). La série 1500 était livrée en standard avec le V8 Vortec 5300 de 5,3 L, mais le V8 de 4,8 L pouvait être commandé avec une option de crédit si vous le souhaitiez. Les modèles 2500HD sont livrés avec le V8 Vortec 6000 de 6,0 litres uniquement. Tous les pick-ups avaient la transmission automatique à quatre vitesses avec mode remorquage/transport. Les clients pouvaient choisir entre un décor SLE ou SLT. Le prix de base d'un 1500 2 roues motrices de 2002 avec décor SLE était de 29 591 $. 2003 a été la dernière année ou le Professional été offert.
La capacité de remorquage du 1500HD est évaluée à 4 700 kg et peut transporter 1 419 kg dans la benne, selon les options. La capacité de remorquage du 2500HD est évaluée à 7 300 kg avec le moteur essence V8 de 8,1 L avec 3,73:1 à l'arrière et peut transporter 1 798 kg dans la benne, selon les options. La capacité de remorquage du 3500HD est évaluée à 7 600 kg et peut transporter 2 610 kg dans la benne, selon les options. L'ajout de 4 roues motrices a tendance à réduire la capacité de remorquage et de charge de 91 à 181 kg, selon l'année et le modèle. D'autres facteurs, tels que les options, peuvent également affecter ces chiffres.
Les Silverado/Sierra HD sont des pick-ups pouvant embarquer des charges importantes. Disponibles en 1500 HD, 2500 HD et 3500, ils sont principalement utilisés pour le tractage et leur capacité de chargement.
- Le 1500 HD, sorti en 2001, propose un moteur V8 de 6 L Vortec 6000 développant une puissance de 295 ch (220 kW) à 5 200 tr/min et un couple de 454 N m à 4 000 tr/min et une transmission Hydra-Matic à quatre rapports. Il peut remorquer 4 672 kg  et transporter 1 419 kg dans sa benne.
- Le 2500 HD offre un V8 Duramax de 310 ch (231 kW) à 3 000 tr/min et offrant un couple de 820 N m à 1 600 tr/min. Il est également disponible avec le moteur V8 de 8,1 L Vortec 8100 développant 325 ch (242 kW) à 4 200 tr/min et 606 N m à 3 200 tr/min. Il peut remorquer 7 303 kg et transporter 1 841 kg dans sa benne.
- Le Silverado 3500 est proposé avec les mêmes moteurs et transmission que le 2500 HD, mais il est généralement équipé d'un essieu arrière de quatre roues (deux fois deux roues jumelles) et est doté d'un châssis renforcé. Il peut tracter jusqu'à 7 575 kg et transporter jusqu'à 2 500 kg dans sa benne.

### Moteurs
Silverado/Sierra 1500 Regular Cab
| Année     | Type | Cylindrée (L) | Nom         | Puissance (ch/kW) | Couple (N m) |
| --------- | ---- | ------------- | ----------- | ----------------- | ------------ |
| 1999      | V6   | 4,3           | Vortec 4300 | 203/149           | 353          |
| 1999      | V8   | 4,8           | Vortec 4800 | 259/190           | 386          |
| 2000      | V8   | 4,8           | Vortec 4800 | 274/201           | 386          |
| 1999      | V8   | 5,3           | Vortec 5300 | 274/201           | 427          |
| 2000-2003 | V8   | 5,3           | Vortec 5300 | 289/213           | 441          |
| 2004      | V8   | 5,3           | Vortec 5300 | 299/220           | 454          |

Silverado/Sierra 1500 Extended Cab
| Année     | Type | Cylindrée (L) | Nom         | Puissance (ch/kW) | Couple (N m) |
| --------- | ---- | ------------- | ----------- | ----------------- | ------------ |
| 1999      | V8   | 4,8           | Vortec 4800 | 259/190           | 386          |
| 2000      | V8   | 4,8           | Vortec 4800 | 274/201           | 386          |
| 1999      | V8   | 5,3           | Vortec 5300 | 274/201           | 427          |
| 2000-2003 | V8   | 5,3           | Vortec 5300 | 289/213           | 441          |
| 2004      | V8   | 5,3           | Vortec 5300 | 299/220           | 454          |
| 2006      | V8   | 6             | VortecMAX   | 350/257           | 515          |

Silverado/Sierra 2500
| Année     | Type | Cylindrée (L) | Nom         | Puissance (ch/kW) | Couple (N m) |
| --------- | ---- | ------------- | ----------- | ----------------- | ------------ |
| 1999-2004 | V8   | 6             | Vortec 6000 | 304/224           | 488          |

GMC Sierra C3/Denali
| Année     | Type | Cylindrée (L) | Nom         | Puissance (ch/kW) | Couple (N m) |
| --------- | ---- | ------------- | ----------- | ----------------- | ------------ |
| 2001-2005 | V8   | 6             | Vortec 6000 | 330/242           | 502          |
| 2006      | V8   | 6             | VortecMAX   | 350/257           | 515          |

Chevrolet Silverado SS
| Année | Type | Cylindrée (L) | Nom       | Puissance (ch/kW) | Couple (N m) |
| ----- | ---- | ------------- | --------- | ----------------- | ------------ |
| 2003  | V8   | 6             | VortecMAX | 350/257           | 515          |

## Deuxième génération (2007-2014)
La toute nouvelle génération GMT900, Silverado/Sierra, est arrivée au dernier trimestre 2006 en tant que modèle de 2007. Il présente un extérieur, un intérieur, un cadre et une suspension repensés ainsi que des augmentations de puissance sur certains moteurs. Il prend les repères de style des SUV GMT900 de 2007 et des pick-ups Chevrolet Colorado. Comme les SUV GMT900, ces pick-ups ont également un aérodynamisme considérablement amélioré par rapport à leurs prédécesseurs comme les pare-brise fortement inclinés et les écarts de panneaux plus étroits qui améliorent l'économie de carburant. Les modèles GMT800 ont été continués tout au long de 2007, étiquetés comme «Classic», tout comme les modèles GMT400 ont continué pendant deux ans après l'introduction du GMT800.
Le nouveau Silverado a remporté le prix du pick-up nord-américain de l'année pour 2007 et a été le pick-up de l'année du magazine Motor Trend pour 2007. Comme ses prédécesseurs, le nouveau Silverado offre aux acheteurs un choix de cabines ordinaires à deux portes, de cabines allongées à quatre portes (avec des portes arrière qui s'ouvrent maintenant à 170 degrés comme le Nissan Titan) et de cabines à quatre portes avec portes ouvrant dans la même direction que les portes avant. GM propose également les pick-ups dans les configurations traditionnelles à deux et quatre roues motrices.
Pour l'année modèle 2007, le Sierra Denali partage la même calandre en billette que les autres modèles Denali, et a également le même tableau de bord que les SUV de 2007. Le Sierra Denali de 2007 était initialement le seul pick-up d'une demi-tonne à avoir un moteur de 6,2 litres avec 409 ch (301 kW) et 565 N m de couple couplé à une transmission à six vitesses. Ce pick-up est également un véhicule à traction intégrale en option et passe de 0 à 97 km/h en 6,3 secondes.
Les moteurs V8 petits bloc de génération III offerts dans les pick-ups GMT 800 ont été remplacés dans la série GMT 900 par la famille de moteurs V8 petits bloc de génération IV, avec des améliorations telles qu'une puissance accrue et une gestion active du carburant sur les V8 de 5,3 L et 6,0 L. Un nouveau V8 haute performance de 6,2 litres (avec 409 ch (301 kW) et 565 N m de couple) a été introduit avec le Cadillac Escalade de 2007 et la gamme GMC Denali de 2007, et a été rendu disponible dans le Silverado 1500 pour 2009. Après avoir sauté l'année modèle 2008, 2007 étant la dernière année pour la gamme hybride du GMT800, un modèle hybride à deux modes a été introduit fin 2008 en tant que modèle de 2009. General Motors a abandonné le Silverado Hybrid en raison de ventes médiocres avec les GMC Sierra Hybrid, Chevrolet Avalanche, Chevrolet Tahoe Hybrid, GMC Yukon Hybrid, Cadillac Escalade Hybrid et Cadillac Escalade EXT après l'année modèle 2013, même s'il s'agissait de l'un des deux premiers pick-ups hybrides jamais fabriqués. Disponible en deux ou quatre roues motrices, le Sierra 1500 Hybrid est propulsé par un V8 de 6,0 litres. Il est rejoint par deux moteurs électriques de 60 kilowatts alimentés par une batterie au nickel-hydrure métallique sous le siège arrière. À lui seul, le V8 est évalué à 337 ch (248 kW). Les ingénieurs de GM disent que la puissance combinée avec les moteurs électriques est de 379 ch. L'unique transmission abrite les moteurs électriques ainsi que trois ensembles d'engrenages planétaires différents et quatre embrayages traditionnels.
Il y avait deux options de tableau de bord offertes dans les modèles Silverado et Sierra: un tableau de bord inspiré du luxe qui imite étroitement le tableau de bord des SUV GMT900, et un tableau de bord vertical plus traditionnel pour faire de la place pour un siège passager à la place de la console centrale.
En 2008, les pick-ups full-size de GM n'étaient plus vendus aux États-Unis et au Canada avec des transmissions manuelles; ils n'étaient proposés qu'au Mexique dans les Silverado 1500 avec moteur V6 et Silverado 3500.
Tous les modèles Silverado et Sierra de 1/2 tonne ont reçu un pare-chocs révisé et un carénage avant raccourci pour l'année modèle 2009, et les modèles à cabine allongée et 4 portes équipés du moteur V8 Vortec 5300 ont reçu une nouvelle transmission automatique 6L80 à six vitesses. Le moteur V8 Vortec 6200 a été mis à disposition pour les modèles LTZ et SLT. Le Bluetooth a été ajouté à la liste des équipements, devenant standard sur Denali, SLT et LTZ et en option sur SLE et LT, tout comme la caméra de vision arrière en option. Un contrôleur de frein de remorque intégré, disponible pour la première fois sur le Silverado et le Sierra HD pour 2007, est maintenant une option sur les pick-ups de la série 1500. La finition XFE était nouvelle pour 2009, disponible uniquement sur les modèles Silverado 1500 LT 4 portes à 2 roues motrices, il comprenait le V8 Vortec de 5,3 L, un couvercle de benne souple, des roues en aluminium et des pneus à faible résistance au roulement.
Un rafraîchissement a suivi sur tous les modèles de 2010, y compris de nouveaux panneaux de porte intérieurs (qui déplacé la poignée vers l'avant et ajouté un porte-gobelet supplémentaire) et une transmission automatique à six vitesses sur les modèles à cabine ordinaire avec le V8 de 5,3 L a également été standard. Le moteur V8 Vortec 6200 s'est vu offrir une plus grande disponibilité, désormais disponible en option sur les versions LT et SLE à cabines allongée. La nouvelle finition d'apparence Z71 était en option sur les LT et LTZ, il comprenait: une calandre et un carénage avant de couleur assortie, poignées de porte et coques de rétroviseurs couleur carrosserie, décalcomanies latérales Z71 uniques, plaques de seuil chromées et un groupe de jauge Z71 unique. Deux nouvelles couleurs extérieures ont été ajoutées: Taupe Gray Metallic et Sheer Silver Metallic.
Pour 2012, les Sierra et Silverado 1500 ont reçu une nouvelle actualisation. Cette fois, le Silverado a reçu de nouveaux traitements de calandre et de carénage avant pour les modèles LT et LTZ. Une radio de navigation à écran tactile nouvellement repensée était en option sur les modèles LTZ, SLT et Denali. Le contrôle du balancement de la remorque et l'aide au démarrage en côte sont désormais de série sur tous les modèles. Les sièges refroidissants ont été rendus facultatifs sur les modèles LTZ et SLT et la garniture en similibois a été remplacée par de l'aluminium brossé.
La nouvelle génération de pick-ups Silverado/Sierra, entièrement redessinée, est lancée en 2007. Ils peuvent être motorisés par un V6 essence de 4,3 L développant 195 ch, ou par un choix de quatre V8 essence de 4,8, 5,3, 6, et 6,2 L de cylindrée, développant respectivement 295 ch, 315 ch, 360 ch et 403 ch ; mais aussi par un V8 Diesel Duramax de 6,6 L développant 397 ch.
Les longueurs varient de 5,22 à 6,33 m.
Le V8 gros bloc de 8,1 L n'est plus proposé sur les modèles Heavy Duty et aucun remplacement n'a été annoncé. La transmission automatique 6 vitesses 6L90 est de série sur tous les modèles Heavy Duty. La transmission Allison 1000 est associée au V8 diesel Duramax en option.
À partir de 2011, les modèles GMC et Chevrolet Heavy Duty ont été mis à niveau avec un nouveau cadre en acier à haute résistance entièrement emballé de l'avant à l'arrière améliorant la rigidité de 92% avec des ressorts arrière plus grands, des supports de moteur et de transmission plus grands et de nouveaux supports de carrosserie hydrauliques pour améliorer la conduite. La suspension avant intègre de nouveaux bras de commande supérieurs et inférieurs et de nouvelles barres de torsion adaptées à l'une des cinq différentes valeurs de poids brut sur essieu. Les bras de commande supérieurs sont construits en acier forgé qui est à la fois plus résistant et plus léger que les bras précédents, tandis que les nouveaux bras inférieurs sont en fonte pour maximiser la capacité de charge. L'utilisation d'une barre de torsion unique pour chaque poids brut permet un meilleur contrôle de la hauteur du véhicule, résultant en une meilleure maniabilité et un meilleur alignement pour une usure des pneus réduite. Ces améliorations permettent jusqu'à 2 700 kg de poids sur l'essieu avant, permettant à tous les pick-ups 4 roues motrices d'accueillir un chasse-neige.
Les améliorations supplémentaires de la suspension avant proviennent de nouveaux butoirs en uréthane, deux par côté. Le support d'amortisseur supérieur a été changé d'un support à tige unique à une conception à deux boulons pour éliminer la possibilité de grincements et de coups.
La conception de la suspension arrière utilise des ressorts à lames asymétriques qui sont plus larges et capables d'une meilleure manipulation de la charge. La conception comprend des lames larges de 76 mm, avec des sections de ressort avant et arrière de différentes longueurs pour réduire la torsion qui peut entraîner un saut d'essieu et une perte de traction. Le 2500HD utilise une conception à deux étages avec une capacité nominale de 2 800 kg, et les modèles 3500HD ont une conception à trois étages avec des cotes de 3 200 kg et 4 250 kg sur les modèles à une et deux roues respectivement

### Changement de lieu de production
Pour l'année modèle 2011 du Silverado/Sierra, la production des modèles 1500 à cabine 4 portes s'est partiellement déplacée de Silao, au Mexique, à Flint, au Michigan.

### Sécurité
Le Silverado est livré en standard avec ABS à quatre roues. Les coussins gonflables rideaux latéraux et le StabiliTrak sont en option sur certains niveaux de finition.
Essai de collision de la NHTSA en 2007:
- Frontal conducteur :
- Frontal passager :
- Latéral conducteur :
- Latéral passager :
- Tonneau :

L'IIHS a attribué au Silverado la note "Bien" lors de son essai de choc frontal, mais les modèles de 2007-09 équipés ou non de rideaux gonflables latéraux en option ont reçu une note "Médiocre" lors de l'essai de choc latéral. Pour les modèles de 2010, la structure latérale a été renforcée, des coussins gonflables latéraux pour le torse ont été ajoutés et les coussins gonflables latéraux sont devenus standard, avec ces améliorations, la note globale pour impact latéral de l'IIHS est passée à «Acceptable», tandis que la cote globale pour la structure latérale est passée de «Médiocre» à "Acceptable". La variante à cabine 4 portes du Silverado de 2011-13 est également classée «Marginale» dans le test de résistance du toit de l'IIHS

### Version électrique
En 2011, le développeur de la Chevrolet Volt et l'ancien vice-président Bob Lutz ont rejoint VIA Motors pour développer des versions électriques du Chevrolet Silverado/GMC Sierra appelées VIA VTrux.

## Troisième génération (2014-2019)
Le 13 décembre 2012, le Chevrolet Silverado redessiné de 2014, ainsi que le GMC Sierra connexe de 2014, ont été présentées à Détroit, dans le Michigan, puis ont fait leurs débuts publics au North American International Auto Show. GM a abandonné la plate-forme 900 et est passé à la K2XX. Le Silverado 1500 de troisième génération a trois options de moteur essence: V6 EcoTec3 4,3 L, V8 EcoTec3 5,3 L ou V8 EcoTec3 6,2 L. Le système d'interface multimédia à écran tactile MyLink de Chevrolet sera disponible sur la plupart des modèles. Il aura des technologies de streaming stéréo A2DP, un kit téléphone mains libres Bluetooth, des branchements USB et une entrée pour Apple iPod ou iPhone. Lorsqu'il est connecté via le port USB, un iPhone 4/4S, iPhone 5/iPhone 5S, iPhone 6 ou iPhone 6 Plus pourra diffuser de la musique à partir de la radio Pandora. Un système audio premium Bose, ainsi qu'un système audio surround Bose seront disponibles sur la plupart des modèles. OnStar sera de série sur tous les modèles.
En dessous, le Silverado roule sur un cadre en acier à haute résistance entièrement entouré avec technologie d'hydroformage; Le châssis de la cabine du pick-up est également fabriqué en acier à haute résistance. Le Silverado de troisième génération utilise de l'aluminium sur le capot, pour le bloc moteur et pour les bras de commande afin d'économiser de la masse. La benne du pick-up est fait d'acier laminé au lieu d'acier embouti, utilisé par d'autres fabricants, afin de gagner du poids et de gagner en résistance. La troisième génération du Silverado a présenté la finition haut de gamme High Country, qui comprend un intérieur en cuir marron selle, qui est la première entrée de Chevrolet sur le marché du luxe. Un avant révisé comporte des repères de style des pick-ups Chevrolet C-Series des années 1980 et, sur les modèles Z-71, un badge Z-71 a été ajouté sur la calandre avant. Le premier Silverado de production a été assemblé le 29 avril 2013. Le Silverado 1500 a été mis en vente en mai 2013 en tant que modèle de 2014, le Silverado HD Series étant disponible début 2014 pour l'année modèle 2015. Le 10 janvier 2014, un rappel a été émis pour 370 000 pick-ups Silverado et Sierra en raison d'un risque d'incendie.
La version américaine du Chevrolet Silverado 1500/2500HD/3500HD de 2014 et du Chevrolet Silverado High Country de 2015 a été introduite sur le marché philippin par le Chevrolet Motorama Show fin novembre 2014 en tant que modèle de 2015, avec les Chevrolet Suburban de 2015, Chevrolet Tahoe de 2015, Chevrolet Impala de 2015, Chevrolet Express Van de 2015, Chevrolet Trax de 2015 et Chevrolet Colorado de 2015.
Le 14 janvier 2014, le Silverado et la Chevrolet Corvette Stingray ont reçu le prix de la voiture et du pick-up de l'année 2014 du Salon international de l'auto de l'Amérique du Nord.
La troisième génération du Silverado est lancée en 2013, profonde évolution de la précédente.

### 2015
Pour l'année-modèle 2015, le moteur Ecotec3 de 6,2 L a été associé à la nouvelle transmission 8L90 à 8 vitesses, offrant un écart de rapport plus large avec des engrenages plus rapprochés, des changements de vitesse plus rapides et une accélération et une économie de carburant améliorées. Les modèles Silverado 2500/3500 HD continuent d'utiliser le moteur L96 Vortec de 6,0 L à carburant modulable combiné à la transmission 6l90e, installé avec de l'huile moteur et des refroidisseurs de liquide de transmission pour les applications de transport/remorquage.
Les Chevrolet Silverado 2500HD/3500HD et GMC Sierra 2500HD/3500HD de 2015 ont été les premiers pick-ups «lourds» à offrir un Adaptive Cruise Control (ACC), un Forward Collision Warning System (FCWS) et un Lane Departure Warning System (LDWS) tous disponibles dans le cadre de la finition optionnelle Driver Assist. La finition Driver Assist était un équipement standard sur le GMC Sierra 2500HD/3500HD Denali, et en option sur la plupart des autres modèles Chevrolet Silverado 2500HD/3500HD et GMC Sierra 2500HD/3500HD. D'autres nouvelles options pour les modèles Silverado et Sierra 2500HD/3500HD comprenaient un écran LCD DIC (Driver Information Center) reconfigurable couleur de 20 cm (pour les modèles Sierra Denali 2500HD/3500HD uniquement), une prise de courant domestique de 110 V avec courant alternatif, jusqu'à six ports USB disponibles, un système d'infodivertissement à écran tactile de 20 cm en option et une lunette arrière coulissante à commande électrique avec dégivreur intégré
Au milieu de l'année 2015, Chevrolet et GMC ont apporté des améliorations aux tout nouveaux Silverado 2500HD/3500HD et Sierra 2500HD/3500HD. Certaines de ces améliorations comprenaient un nouveau système télématique OnStar avec des capacités Wi-Fi 4G LTE, nouveaux modèles de roues, nouvelles options de couleur de peinture extérieure, nouvelles conceptions de rétroviseurs extérieurs, un port USB ajouté a la boîte à gants des pick-ups équipés d'une banquette avant, disques de frein DURALIFE, la disponibilité de deux alternateurs de 150 et 220 ampères pour les modèles équipés du moteur V8 turbodiesel Duramax de 6,6 L, un écran d'informations tout-terrain ajouté au groupe d'instrumentations des modèles 4X4 équipés des finitions Z/71 ou All-Terrain (ce dernier est une option GMC uniquement), une option de gaz naturel comprimé (GNC) Bi-Fi pour les modèles équipés du moteur essence V8 Vortec de 6,0 L, une nouvelle finition All-Terrain disponible sur les modèles SLE et SLT à cabine allongée et à cabine 4 portes (pour les modèles GMC uniquement), un essieu arrière standard verrouillable pour tous les modèles et la suppression de la radio HD des systèmes d'infodivertissement «haut de gamme» IO5 et IO6. Un Regular Production Option (RPO), code «AVF», dans la boîte à gants supérieure distingue les modèles de 2015 de construction anticipée de leurs successeurs de 2015.

#### Editions spéciales

##### Chevrolet
Cette année-là, Chevrolet a présenté des éditions spéciale pour la série de pick-ups Silverado. Ils sont dans la série suivante : Rally Edition 1 et 2, Midnight Edition, Custom Sport Edition, Custom Sport Plus Edition, Black Out Edition, et Texas Edition.

### Version relifté de 2016
Pour 2016, les Chevrolet Silverado 1500 et GMC Sierra 1500 ont reçu leur premier rafraîchissement de milieu de cycle. Le Silverado et le Sierra rafraîchis ont reçu une nouvelle calandre, nouveaux phares et nouveau carénage avant, avec des influences de conception du Chevrolet Colorado de 2015, ainsi que de tout nouveaux feux arrière à LED sur les niveaux de finition LTZ et High Country du Silverado de 2016 et les niveaux de finition SLT et Denali du GMC Sierra de 2016 tandis que les niveaux de finition LT et inférieurs du Chevrolet Silverado de 2016 ont toujours des feux arrière incandescents des versions non relifté tout comme les GMC Sierra de 2016 avec niveaux de finition SLE et inférieurs. Le Silverado 1500 LTZ et High Country, ainsi que les modèles Sierra 1500 SLT et Denali équipés de phares à LED, peuvent être proposés en option avec le système d'assistance aux feux de route Intellibeam. Le 1er octobre 2015, la radio HD a été ajoutée au Silverado, au Sierra et à leurs modèles HD. Le Silverado/Silverado HD ajoutera la radio HD à leur système MyLink de 20 cm en standard sur les versions LT et LTZ, tandis que le Sierra/Sierra HD inclura la fonctionnalité dans son système IntelliLink en standard sur toutes ses versions. Les modèles Silverado et Sierra de 2016 avec option écran tactile de 20 cm sont dotés des fonctionnalités Apple CarPlay et Android Auto. Les pick-ups commandés avec des sièges baquets et une console centrale disposent désormais d'un bloc de charge sans fil sur le couvercle de la console. Les nouvelles options de couleur pour le Silverado incluent: Iridescent Pearl Tricoat (1500 seulement), Autumn Bronze Metallic, Siren Red Tintcoat et Red Hot. Les nouvelles couleurs du Sierra incluent: White Frost Tricoat (1500 seulement), Mahogany Metallic, Crimson Red Tintcoat et Cardinal Red.

### 2017
Pour l'année modèle 2017, les modèles Silverado et Sierra HD équipés du V8 turbo diesel L5P Duramax de 6,6 L ont reçu un nouveau capot avant avec des bouches d'admission d'air. Les modèles essence ont maintenant un remplissage de carburant sans bouchon. Le Sierra HD dispose désormais de phares HID standard à tous les niveaux de finition. Les nouvelles couleurs incluent Graphite Metallic et Pepperdust Metallic (Chevrolet) ou Dark Slate Metallic et Pepperdust Metallic (GMC). Une garniture intérieure Jet Black/Medium Ash Gray est ajoutée pour le Silverado High Country. Le freinage à atténuation à basse vitesse est ajouté à la finition Driver Alert pour le Silverado et le Sierra.

### Hybridation légère eAssist
À partir de 2016, GM a proposé une version à hybridaton légère eAssist du moteur V8 de 5,3 L dans les Silverado LT et Sierra SLT, mais uniquement dans l'état de Californie. Le moteur est livré avec une transmission automatique à 8 vitesses et a la même puissance et le même couple que le V8 ordinaire de 5,3 L. Pour 2017, il était également disponible à Hawaï, en Oregon, au Texas et à Washington. Pour 2018, il est devenu disponible dans tout le pays et a également été offert dans le Silverado LTZ.

### Silverado SSV
Fin 2014, Chevrolet a lancé le Silverado SSV (Special Service Vehicle) de 2015 pour compléter sa gamme de véhicules pour les forces de l'ordre. Le Silverado SSV est disponible en version 1500 Crew Cab avec une benne courte (5,5') ou standard (6,5'). Le V8 EcoTec3 de 5,3 L est la seule option de moteur et le pick-up est basé sur la version WT. Il est doté de disques de frein plus robustes, refroidisseurs d'huile améliorés, alternateur à haut rendement, batterie auxiliaire et un intérieur convivial.

#### Éditions spéciales

##### GMC
En 2016, GMC a présenté le Sierra All Terrain X, qui est équipé d'un moteur V8 de 5,3 litres avec échappement de performance, produisant une puissance de 360 à 370 ch (265 à 272 kW). À l'extérieur, le Sierra All Terrain X est doté de jantes arrière de 18 pouces équipées de pneus Goodyear Wrangler DuraTrac MT, d'une barre sport noire montée sur la benne, de feux hors route à LED et d'accents noircis.
Après avoir présenté le pick-up full-size Sierra 1500 All Terrain X et le petit pick-up Canyon All Terrain X, GMC a étendu en 2017 la même formule à sa famille de pick-ups robustes avec le Sierra HD All Terrain X.
Les couleurs extérieures disponible sont Black Onyx ou Summit White sur les modèles Sierra 2500 HD à cabine 4 portes et quatre roues motrices, la finition Sierra HD All Terrain X offre un mélange unique de finitions haut de gamme et de finitions extérieures spécialisées et d'équipement spécial tout-terrain, associé de façon unique au raffinement et aux technologies de haut niveau de GMC.
L'aspect personnalisé de l'All Terrain X commence par un cadre de calandre unique de couleur carrosserie, qui flanque un insert de calandre distinctif unique à l'All Terrain. Les poignées de porte, les pare-chocs avant et arrière et les moulures latérales de couleur carrosserie offrent une apparence monochromatique distinctive, tandis que les accents noirs, y compris sur les moulures de ceinture, sur la plaque de protection du pare-chocs avant et les accents du montant B, renforcent son attitude audacieuse.
Les modèles Sierra HD All Terrain X comprennent également des roues uniques en aluminium peint en noir de dix-huit pouces - équipées de robustes pneus Goodyear Duratrac MT2 LT275/65R18 - ainsi que des marches latérales sport noires de 10 cm, des rétroviseurs noirs chauffants et rabattables électriquement avec clignotants intégrés et lampes de guidage à LED, une doublure de benne vaporisée, barre de sport noire distincte montée sur la benne, GMC Accessories conçue pour prendre en charge les feux de route tout-terrain à LED.
À l'intérieur, le Sierra 2500 HD All Terrain X de 2017 comprend également un écran tactile GMC IntelliLink couleur de 20 cm de diagonale, le Teen Driver, un hayon verrouillable à distance, un système de démarrage à distance, une caméra de vision arrière, des pédales réglables, des sièges garnis de cuir, un siège avant chauffant et recharge d'appareils mobiles sans fil.
L'aspect solide et audacieux du Sierra HD All Terrain X est égalé par une ingénierie tout aussi solide sous sa surface. Un moteur essence de 6,0 litres est de série, mais le tout nouveau moteur turbo-diesel Duramax diesel de 6,6 litres de nouvelle génération est également disponible. Plus puissant et plus raffiné que jamais, ce dernier moteur Duramax diesel délivre 445 ch, offrant ainsi une grande puissance pour un remorquage en toute confiance.
Pour plus de confiance en tout-terrain, le Sierra HD All Terrain X comprend également une finition de suspension tout-terrain Z71, qui ajoute des plaques de protection avant de caisse de transfert inférieure, des amortisseurs Rancho à deux tubes, un contrôle de descente en côte et des graphiques d'informations tout-terrain dans le centre d'information du conducteur. Un différentiel arrière à verrouillage automatique Eaton (4.10:1) est également un équipement standard.

##### Chevrolet
Pour cette année, Chevrolet a ajouté et supprimé certaines des éditions spéciales de la série de pick-ups Silverado. Ils font partie de la série suivante : Rally Edition 1 et 2, Midnight HD Edition, Midnight Edition, Custom Sport HD Edition, Realtree Edition, Custom Sport HD Edition, Midnight Edition et Special Ops Edition.

### 2017

#### Édition spéciale

##### Chevrolet
Il y avait plusieurs ajouts d'éditions spéciales cette année-là pour la série Silverado montrée en gras. Ce sont les séries suivantes : Midnight, Midnight HD, Rally 1, Rally 2, High Desert, Custom Sport HD, Realtree, Special Ops, Alaskan (disponible sur séries HD seulement), Redline et Black Out. Les autres éditions spéciales répertoriées dans la brochure du Chevrolet Silverado de 2017 étaient All Star Edition et Texas Edition.

### 2018

#### Édition spéciale
Des modèles en édition spéciale des Chevrolet Silverado et Chevrolet Colorado ont été introduits pour célébrer le 100e anniversaire de Chevy Trucks.

##### Chevrolet
Chevrolet a présenté le Chevrolet Silverado Centennial Edition pour cette année. En plus du Centennial Edition, les éditions spéciales restantes du Silverado étaient pratiquement inchangées par rapport au modèle de l'année dernière[C'est-à-dire ?],.

### Silverado LD de 2019
Chevrolet a poursuivi la production du Silverado 1500 de troisième génération pour 2019, qui été vendu aux côtés du tout nouveau Chevrolet Silverado 1500 de quatrième génération de 2019. Rebaptisée Chevrolet Silverado LD («LD» pour Light Duty), la production du pick-up de la génération précédente a été transférée de Fort Wayne, dans l'Indiana, à Oshawa Car Assembly, en Ontario, au Canada. Disponible uniquement en configuration cabine allongée/benne standard, le Silverado LD a cessé sa production en décembre 2019.
Le Chevrolet Silverado 1500 de première génération été vendu aux côtés du Chevrolet Silverado 1500 de deuxième génération pour l'année modèle 2007 sous le nom de Chevrolet Silverado 1500 Classic, et les versions 2500 et 3500 du pick-up ont également été vendues aux côtés de leurs successeurs, les Chevrolet Silverado 2500 et 3500. GMC a également offert des versions de ses pick-ups Sierra sous le nom de Sierra Classic pour 2007, et fera de même pour 2019, offrant le modèle de génération précédent sous le nom de GMC Sierra 1500 Limited de 2019.

## Quatrième génération (2019-aujourd'hui)
Le 16 décembre 2017, Chevrolet a dévoilé le tout nouveau Silverado 1500 de quatrième génération de 2019 lors de son week-end de célébration du centenaire du pick-up Chevrolet au Texas Motor Speedway à Fort Worth, au Texas. La révélation du tout nouveau Silverado n'était attendue qu'au début de 2018. Pour ses débuts, le Silverado 1500 été transporté par hélicoptère sur une scène, où il a été présenté à une foule de propriétaires et de passionnés de pick-ups Chevrolet, ainsi qu'à la presse automobile. Le pilote Chevrolet de NASCAR, Dale Earnhardt Jr, a également pris la parole lors de l'événement. En plus de la révélation du Silverado 1500 de 2019, plusieurs pick-ups Chevrolet de différentes générations étaient également exposés.
Le modèle présenté lors de la révélation était le Chevrolet Silverado 1500 LT Trail Boss de 2019, qui est une version modifiée d'usine du Silverado 1500 LT Z71. Les caractéristiques distinctives du Trail Boss comparés aux autres niveaux de finition du Silverado 1500 sont son carénage avant noir brillant, pare-chocs arrière noir, logos Chevrolet noirs sur la calandre et le hayon arrière, jantes en alliage d'aluminium au fini noir brillant, gros pneus tout-terrain, suspension modifiée, autocollants "Trail Boss" sur les côtés de la benne de ramassage, phares antibrouillard central montés sur le pare-chocs avant, emblèmes "Z71" sur chaque garde-boue avant et crochets de remorquage avant peints en rouge.
Le dévoilement officiel du Silverado 1500 a eu lieu au Salon international de l'auto de l'Amérique du Nord 2018 à Détroit, Michigan, le 13 janvier 2018, exactement 100 ans après que Chevrolet ait livré ses premiers camions à ses clients le 13 janvier 1918. Le modèle a été dévoilé en tant que modèle Silverado LT Trail Boss 4X4.
Les ventes aux clients ont commencé en août 2018 en tant que véhicule de l'année modèle 2019 avec un prix de base de 32200 $,.
Le Silverado 1500 présente un design extérieur plus sculpté, avec des phares avant qui s'intègrent dans la calandre avant, qui intègrent également des lampes LED Daytime Running accent Lamps (DRL).

### Finitions
Le Silverado 1500 sera disponible en huit niveaux de finition distincts: WT, Custom, Custom Trail Boss, LT, RST, LT Trail Boss, LTZ et High Country. Deux versions supplémentaires du Silverado ont été exposées au SEMA 2018 avec le High Country et le LTZ. Ils comprennent le RST Off Road et RST Street qui seront ajoutés à la gamme de finitions du Silverado.
Tous les niveaux de finition comprennent un système d'infodivertissement à écran tactile de nouvelle génération avec Apple CarPlay et Android Auto, le Bluetooth pour les appels mains libres et le streaming audio sans fil via A2DP, vitres et serrures de porte électriques (sur les modèles à cabine double et à cabine 4 portes), climatisation et un système de caméra de recul avec vue arrière. Les fonctionnalités supplémentaires disponibles sur certains niveaux de finition incluent la navigation GPS, radio satellite SiriusXM et Travel Link, OnStar avec 4G LTE Wi-Fi embarqué, un système audio premium Bose avec sept haut-parleurs, accès sans clé et démarrage par bouton-poussoir, un système de démarrage à distance, surfaces des sièges en cuir de luxe chauffées et ventilées, un volant chauffant gainé de cuir, technologies d'aide à la conduite, un système de caméra multi-angle et sièges arrière chauffants.

### Moteurs
Le tout nouveau Chevrolet Silverado 1500 de 2019 (et son jumeau, le GMC Sierra 1500) offre un choix de six options de moteur différentes, selon le niveau de finition. Le moteur de base sur les niveaux de finition inférieurs est le moteur essence V6 EcoTec3 FlexFuel Capable de 4,3 L de 289 ch (213 kW). De série sur les versions intermédiaires, un tout nouveau moteur essence quatre cylindres en ligne de 2,7 litres développant 314 ch (231 kW) et est le plus petit moteur disponible sur un pick-up d'une demi-tonne et comporte une désactivation des cylindres pour une économie de carburant améliorée. En option sur la plupart des versions, le moteur V8 EcoTec3 de 5,3 L développant une puissance de 360 ch (265 kW), qui est en option compatible avec FlexFuel, comprend un système Active Fuel Management (AFM), ou un tout nouveau système Dynamic Fuel Management (DFM), qui peut maintenant fermer jusqu'à 6 cylindres sur 8. La disponibilité de l'AFM ou du DFM dépend du niveau de finition, les pick-ups WT et Custom sont disponibles avec l'AFM et les pick-ups LT et supérieurs sont standard avec le DFM. En option sur les versions supérieures, un moteur V8 EcoTec3 de 6,2 L développant 426 ch (313 kW) avec Dynamic Fuel Management (DFM). Un tout nouveau moteur six cylindres en ligne diesel turbocompressé de 3,0 L de 281 ch (207 kW) devait également être disponible à la mi-2019, bien que la disponibilité de ce moteur ait été retardée en raison de la certification EPA. Tous les moteurs sont jumelés à une transmission automatique à 6, 8 ou 10 vitesses, avec un choix de deux roues motrices (4X2) ou de quatre roues motrices (4X4) (4X4 est un équipement standard sur Silverado 1500 Custom Trail Boss et LT Trail Boss, et en option sur tous les autres modèles Silverado 1500 et Sierra 1500). Pour 2020, la disponibilité du moteur essence V8 EcoTec3 de 6,2 L et de la transmission automatique à 10 vitesses s'étendra à la plupart des versions des Silverado 1500 et Sierra 1500.
Selon les notes de l'EPA, les modèles Silverado de 2019 à propulsion arrière avec le moteur quatre cylindres turbos de 2,7 litres peuvent atteindre 11,8/10,2 L/100 km en ville/sur route.

### Système d'infodivertissement
Les fonctionnalités standard incluent un système d'infodivertissement de nouvelle génération avec Apple CarPlay et Android Auto. L'application mobile Waze peut désormais être compatible avec le système d'infodivertissement grâce à l'utilisation de CarPlay.
Un système d'infodivertissement de 18 cm est de série sur les modèles Chevrolet Silverado 1500 W/T, Custom et Custom Trail Boss, ainsi que sur le modèle GMC Sierra 1500 Base (Sierra), tandis qu'un système d'infodivertissement de 20 cm est de série sur les modèles Silverado 1500 LT, LT Trail Boss, RST, LTZ et High Country, ainsi que les Sierra 1500 SLE, SLT, AT4 et Denali. La Radio satellite SiriusXM, OnStar avec Wi-Fi 4G LTE, un système audio premium Bose à sept haut-parleurs, une radio HD, la navigation GPS, SiriusXM Travel Link et un système de caméra multi-angle sont tous disponibles selon le niveau de finition sélectionné. Pour 2020, les modèles Silverado et Sierra ajoutent la compatibilité SiriusXM 360L.

### Charge utile et remorquage
Les modèles Silverado à cabine 4 portes augmentent la charge utile jusqu'à 14%, ou 154 kg.
Les fonctionnalités qui équipe le système de remorquage du modèle de 2019 incluent pour la première fois un VIN spécifique pour le système de remorquage, une étiquette pour indiquer la charge utile maximum et une application pour le système de remorquage sur le système d'infodivertissement embarqué de GM.
Le Silverado 3500 HD de 2020 peut remorquer jusqu'à 16 100 kg dans la configuration à doubles roues arrière avec cabine simple et moteur diesel.

### Sécurité
Les fonctions de sécurité avancées et actives incluses dans le Chevrolet Silverado de 2019 sont:
- Alerte de changement de voie avec alerte d'angle mort latérale
- Aide au stationnement avant et arrière
- Freinage avant automatique à basse vitesse
- Phares IntelliBeam, feux de route assistés
- Freinage avant pour piétons
- Système de caméra à 360 degrés Surround Vision

### Variantes

#### Chevrolet Silverado HD
Chevrolet a lancé trois nouveaux modèles Silverado de 2020, dont les Silverado 2500 HD et 3500 HD, en 2019. Chevrolet a commencé la production du pick-up à l'usine GM de Flint, au Michigan, le 5 février 2019,. Les pick-ups devraient arriver chez les concessionnaires à la fin de l'été 2019, selon GM.

#### GMC Sierra
Le GMC Sierra de quatrième génération a été dévoilé à Détroit le 1er mars 2018. Le Sierra 1500 se différenciera de son homologue Chevrolet Silverado 1500 en offrant des caractéristiques uniques, comme un hayon en deux pièces, une benne construit en fibre de carbone, un affichage tête haute multicolore de 3"x7", un rétroviseur avec système de caméra de recul et un niveau de finition de luxe Denali. Le Sierra 1500 présentera également son propre style extérieur distinct, bien que le style intérieur soit similaire à celui du Chevrolet Silverado 1500.
Il existe 6 fonctions pour le hayon Multi-Pro du GMC Sierra, y compris une butée de chargement du hayon principale pour les gros articles. Son hayon intérieur peut être un arrêt de charge, un marchepied et une zone de travail en abaissant l'arrêt de charge ou avoir un accès facile à la benne en rabattant le hayon intérieur.
Les groupes motopropulseurs comprennent des versions améliorées des moteurs essence V8 EcoTec3 de 5,3 L et 6,2 L actuels, ainsi que le même moteur six cylindres en ligne diesel turbocompressé Duramax de 3,0 L qui sera également disponible dans le Chevrolet Silverado 1500 de 2019. Une toute nouvelle transmission automatique à dix vitesses fera partie de l'équipement de série des modèles Sierra 1500 à essence. La disponibilité du précédent moteur essence V6 EcoTec3 de 4,3 L n'a pas été annoncée lors du lancement.
Tous les niveaux de finition comprennent un système d'infodivertissement à écran tactile de nouvelle génération avec Apple CarPlay et Android Auto, le Bluetooth pour les appels mains libres et le streaming audio sans fil via A2DP, vitres et serrures de porte électriques (sur les modèles à cabine double et à cabine 4 portes), climatisation et un système de caméra de recul avec vue arrière. Les fonctionnalités supplémentaires disponibles sur certains niveaux de finition incluent la navigation GPS, radio satellite SiriusXM et Travel Link, OnStar avec 4G LTE Wi-Fi embarqué, un système audio premium Bose avec sept haut-parleurs, accès sans clé et démarrage par bouton-poussoir, un système de démarrage à distance, surfaces des sièges en cuir de luxe chauffées et ventilées, un volant chauffant gainé de cuir, technologies d'aide à la conduite, un système de caméra multi-angle et sièges arrière chauffants.
Le GMC Sierra de 2019 a été mis en vente en septembre 2018 en tant que véhicule de l'année modèle 2019 chez les concessionnaires GMC du pays.

#### Cabine simple
Initialement indisponible au lancement, la toute nouvelle configuration à cabine simple des Chevrolet Silverado 1500 et GMC Sierra 1500 de 2019 a été mise en vente début 2019. Uniquement disponible avec une benne de huit pieds (8 pi) et avec deux roues motrices (4X2) ou quatre roues motrices (4X4) et avec les moteurs essence V6 EcoTec3 de 4,3 L ou V8 EcoTec3 de 5,3 L, la configuration de cabine simple est exclusivement disponible en version W/T (1WT) pour le Silverado 1500 ou en version Sierra (1SA) pour le Sierra 1500. L'option de cabine simple n'est pas disponible dans d'autres niveaux de finition, car ces pick-ups plairont principalement aux acheteurs des flotte et aux commerciaux.
Les caractéristiques standards incluent une calandre noire, pare-chocs avant et arrière noirs, roues en acier de 17 pouces, fenêtres et serrures de porte manuelles, rétroviseurs latéraux manuels noirs, un système d'infodivertissement à écran tactile de 18 cm avec caméra de recul et intégration des smartphones Apple CarPlay et Android Auto, surfaces des sièges en vinyle, une banquette avant divisée, sol en vinyle et climatisation. Les options incluent la finition d'apparence Chrome (roues en alliage d'aluminium de 17 pouces et pare-chocs avant et arrière chromés), OnStar avec capacités 4G LTE Wi-Fi embarquées, surfaces d'assise en tissu, moquette avec tapis de sol et la finition d'équipements Power (lève-vitres et serrures électriques, télédéverrouillage, rétroviseurs extérieurs électriques noirs et régulateur de vitesse).

#### Version de moyenne charge (4500HD, 5500HD, 6500HD et International CV)
Chevrolet a présenté une version de moyenne charge de ses Silverado, les Silverado 4500HD, 5500HD et 6500HD, qui remplacera les camions mi-lourds Chevrolet Kodiak et GMC TopKick. Le camion a été dévoilé au salon des camions de travail 2018 à Indianapolis, dans l'Indiana en mars 2018, rejoignant les camions à cabine avancée Chevrolet 4500HD/XD et 5500HD/XD. Il rivalise avec les Ford Super Duty F-450 et F-550 et Ram 4500 et 5500. Chevrolet prévoit également de mettre les véhicules en vente dans au moins 160 concessionnaires sélectionnés et 240 spécialisé dans la vente de camions pour les flotte et les commerciaux.
GMC a confirmé qu'elle n'offrirait pas d'équivalent, invoquant un manque de soutien pour GMC de se développer à nouveau dans le marché de moyenne charge tout en faisant un pas vers un marché premium avec leur gamme actuelle. Cette décision fait de Chevrolet la seule marque de la division des camions de GM à avoir des véhicules moyens dans ce segment, ainsi que la seule division à rendre ses camions et SUV disponibles pour les ventes des flotte.
Le camion est propulsé par une variante de 355 ch (260 kW) du moteur V8 diesel Duramax de 6,6 L.
Le Silverado de moyenne charge est une coentreprise entre GM et Navistar International. Il est construit à l'usine de Navistar à Springfield, dans l'Ohio. Navistar a également présenté sa propre version, l'International CV.
Le prix de base pour le modèle 4500HD commence à 46 970 $.

## Applications militaires

### LSSV
Lorsque la production du CUCV II a pris fin en 2000, GM l'a repensée pour coïncider avec les offres de pick-ups civils. La nomenclature CUCV a été changée en Light Service Support Vehicle (LSSV) en 2001. En 2005, la production du LSSV est passée à AM General, une unité de MacAndrews et Forbes Holdings. Le LSSV est un Chevrolet Silverado 1500, Chevrolet Silverado 2500 HD, Chevrolet Tahoe ou Chevrolet Suburban construit par GM et propulsé par un moteur turbo diesel Duramax de 6,6 litres. Les différents Silverado, Tahoe et Suburban utilisés fournissent de nombreuses plates-formes pour différents types de véhicules. Comme GM a repensé ses pick-ups et SUV civils de 2001 à nos jours, les LSSV ont également été mis à jour sur le plan esthétique.
La militarisation des pick-ups/SUV standard de GM pour devenir des LSSV comprend des changements extérieurs tels que la peinture CARC (Forest Green, Desert Sand et 3 couleurs Camouflage), lumières d'occultation, pare-chocs militaires, un pare-buffle, un réceptacle valet OTAN/réceptacle remorque OTAN, un crochet de remorquage et manilles de remorquage. Le système électrique est changé pour la norme militaire 24/12 volts. Le tableau de bord dispose de commandes et de plaques de données supplémentaires. Le pick-up peut également être équipé de supports d'armes dans la cabine, crochets d'arrimage de la cargaison, sièges de troupes rabattables, outils pionniers, treuils et autres accessoires militaires.
La finition optionnelle Enhanced Mobility (EM) ajoute une suspension améliorée, freins antiblocage aux 4 roues, un blocage de différentiel, pneu tout-terrain à talon, un système de surveillance de la pression des pneus et autres mises à niveau. Environ 2000 unités de LSSV ont été vendues à des organisations militaires et d'application de la loi américaines et internationales.

### Variantes
- Pick-up transporteur de fret/troupes (2 portes, cabine allongée ou Silverado 4 portes)
- Véhicule de fret/troupes (Tahoe 4 portes)
- Véhicule/ambulance de fret/troupes/commandement (Suburban 4 portes)

### ZH2
General Motors a relancé la division GM Defence en 2018 en offrant le Silverado ZH2, un Chevrolet Silverado de technologie avancée avec une pile à combustible à hydrogène et une architecture de pick-up lourd modifiée pour les besoins des véhicules militaires de prochaine génération. Il existe également un Chevrolet Colorado ZH2 en version militaire.

## Récompenses

### Chevrolet Silverado
- 1999 : Pick-up de l'année, par le magazine Motor Trend.
- 2001 : Pick-up de l'année, par le magazine Motor Trend (modèle Heavy Duty).
- 2001 : Meilleur pick-up de l'année, par le magazine Car and Driver.
- 2002 : Meilleur pick-up de l'année, par le magazine Car and Driver.
- 2003 : Meilleur pick-up de l'année, par le magazine Car and Driver.
- 2007 : Pick-up nord-américain de l'année
- 2007 : Pick-up de l'année, par le magazine Motor Trend.
- 2007 : Pick-up de l'année, par l'ICOTY[59].
- 2007 : Pick-up de l'année, par le magazine Truckin.
- 2011 : Le modèle Heavy Duty a gagné le prix pick-up de l'année par le magazine Motor Trend[60].
- 2015 : Grand pick-up léger le plus fiable, par J.D. Power[61].
- 2017 : Prix KBB : Coût de 5 ans pour posséder une cabine simple (pick-up full-size), par Kelley Blue Book's.
- 2017 : Prix KBB 2017 : Meilleure valeur de revente : PICK-UP FULL-SIZE, par Kelley Blue Book's.
- 2018 : Prix KBB.COM 2018 pour le Silverado HD : Meilleure valeur de revente : PICK-UP FULL-SIZE, par Kelley Blue Book's.
- 2018 : Score global de 5 étoiles pour le véhicule, par la NHTSA (National Highway and Traffic Safety Administration's).
- 2018 : Finaliste pour le prix de pick-up de l'année, par le magazine Motor Trend[62] (modèle année 2019).
- 2018 : Finaliste pour le prix de voiture, utilitaire et pick-up de l'année, par North American Car (GMC Sierra inclus)[63].
- 2018 : Prix du meilleur moteur, par Wards (V8 de 6,2L)[64].

### GMC Sierra
- 2018 : Meilleur pick-up d'une demi-tonne, par Pickuptrucks.com.

## Sport automobile
Chevrolet est représenté dans la série NASCAR Gander Outdoors Truck par le Silverado. Depuis la saison 2016, 19 équipes à plein temps utilisent le Silverado. Chevrolet a remporté le Championnat des constructeurs de pick-ups à huit reprises depuis le début de la série en 1995 et les pilotes Chevrolet ont remporté le Championnat des pilotes 12 fois combinés. Le Silverado est également le commanditaire en titre de la course Chevrolet Silverado 250 Truck Series au Canadian Tire Motorsport Park.
Le pick-up a également remporté la course hors route Primm 300 en 2004, 2005 et 2006.

## Marchés mondiaux
Depuis 2015, le Chevrolet Silverado est vendu aux États-Unis, au Canada, au Mexique, au Venezuela, au Chili et au Moyen-Orient (sauf en Iran) et le GMC Sierra est vendu aux États-Unis, au Canada, au Mexique et au Moyen-Orient (sauf en Israël et en Iran).
GM a également annoncé son intention d'introduire le Silverado, ainsi que le plus petit Colorado, en Chine.
Chevrolet a commencé à vendre le Silverado en Océanie en 2018 via Holden Special Vehicles (une ancienne filiale de la marque Holden de GM maintenant disparue), mais conservera le badge Chevrolet. Les véhicules sont vendus en version à conduite à droite pour cette région.
Il existe un petit marché gris pour les pick-ups Chevrolet Silverado et GMC Sierra dans certaines parties du monde, principalement dans les pays scandinaves et en Allemagne.

## Ventes américaines annuelles
| Année civile | Chevrolet Silverado | GMC Sierra | Total      |
| ------------ | ------------------- | ---------- | ---------- |
| 1998         | 538 254             | 160 555    | 698 809    |
| 1999         | 636 150             | 208 693    | 844 843    |
| 2000         | 642 119             | 188 907    | 831 026    |
| 2001         | 716 051             | 210 154    | 926 205    |
| 2002         | 652 646             | 202 045    | 854 691    |
| 2003         | 684 302             | 196 689    | 880 991    |
| 2004         | 680 768             | 213 756    | 894 524    |
| 2005         | 705 982             | 229 488    | 935 470    |
| 2006         | 636 069             | 210 736    | 846 805    |
| 2007         | 618 259             | 208 243    | 826 500    |
| 2008         | 465 065             | 168 544    | 633 609    |
| 2009         | 316 554             | 111 842    | 428 396    |
| 2010         | 370 135             | 129 794    | 499 929    |
| 2011         | 415 130             | 149 170    | 564 300    |
| 2012         | 418 312             | 157 185    | 575 497    |
| 2013         | 480 414             | 184 389    | 664 803    |
| 2014         | 529 755             | 211 833    | 741 588    |
| 2015         | 600 544             | 224 139    | 824 683    |
| 2016         | 574 876             | 221 680    | 796 556    |
| 2017         | 585 864             | 217 943    | 803 807    |
| 2018         | 585 581             | 219 554    | 805 135    |
| 2019         | 575 600             | 232 323    | 807 923    |
| Total        | 12 428 430          | 4 257 662  | 16 686 090 |

Le pick-up Silverado est le modèle le plus vendu de la marque Chevrolet aux États-Unis, mais il est moins populaire que son éternel rival, le Ford F-Series. Depuis 2014, il est le second véhicule le plus vendu aux États-Unis, derrière le pick-up Ford F150 à 41 959 exemplaires.

## Silverado et Sierra à usage spécial

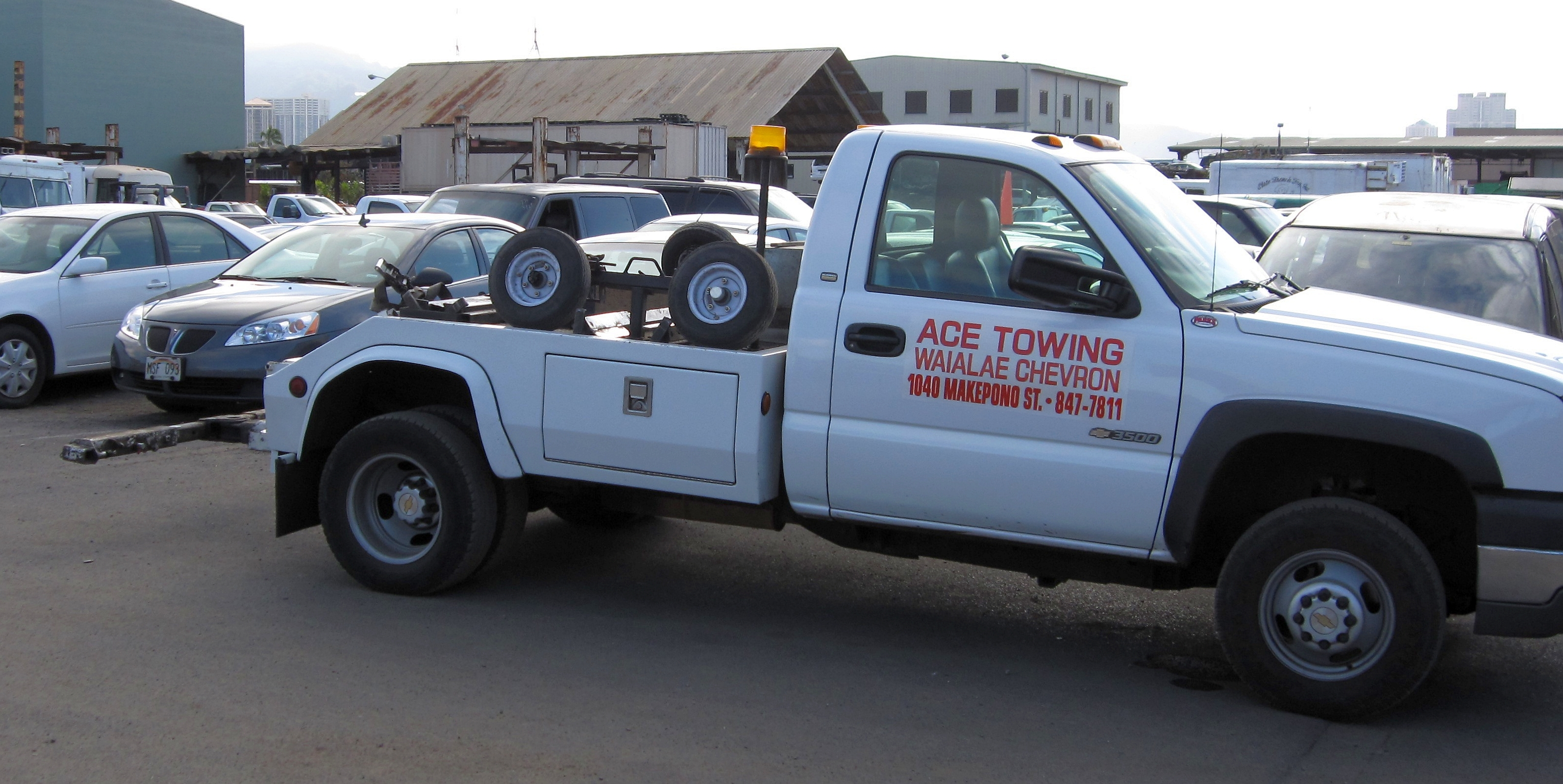
Dépanneuse à Honolulu, Hawaï.
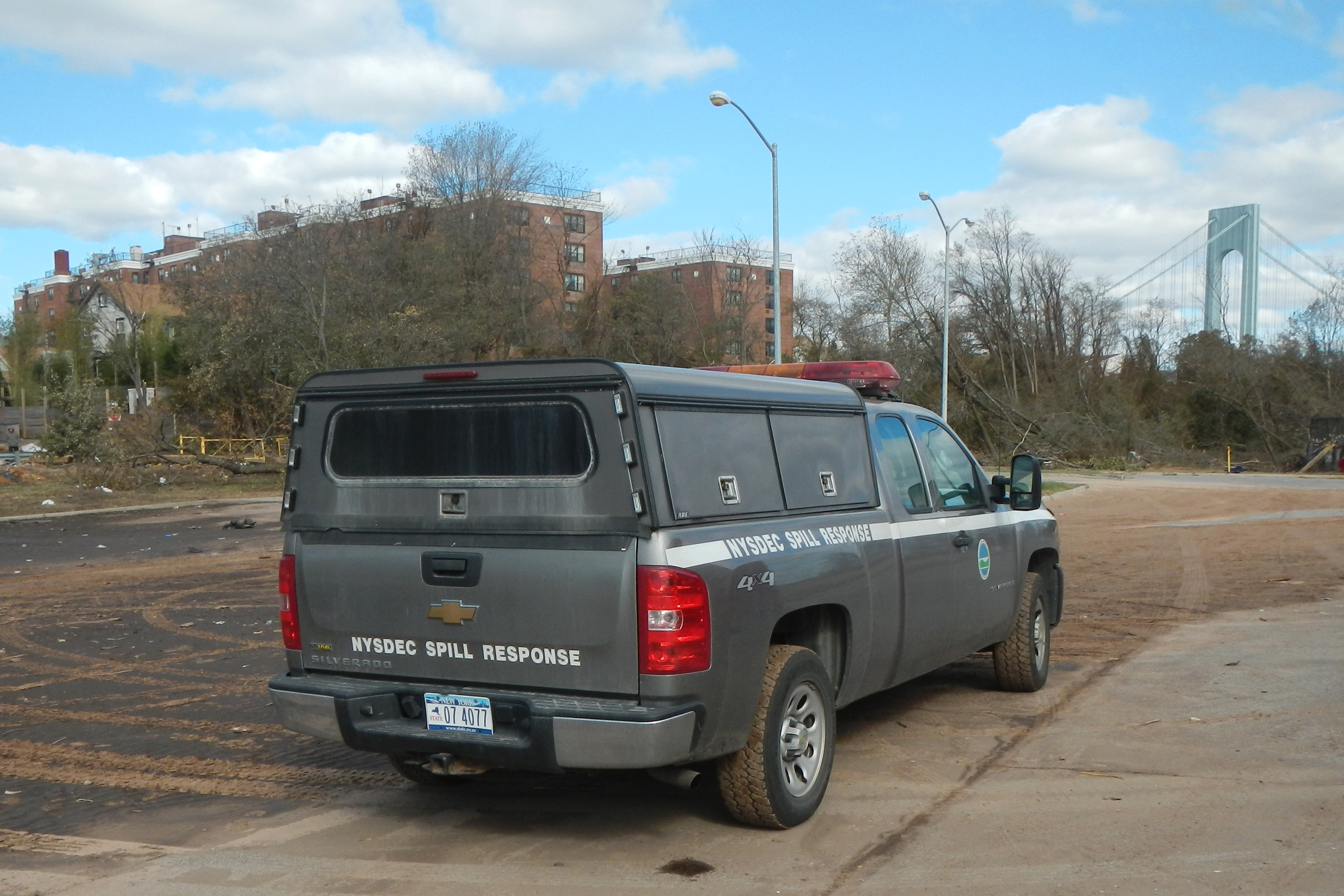
Véhicule d'intervention en cas de déversement utilisé après l'ouragan Sandy, Staten Island, New York
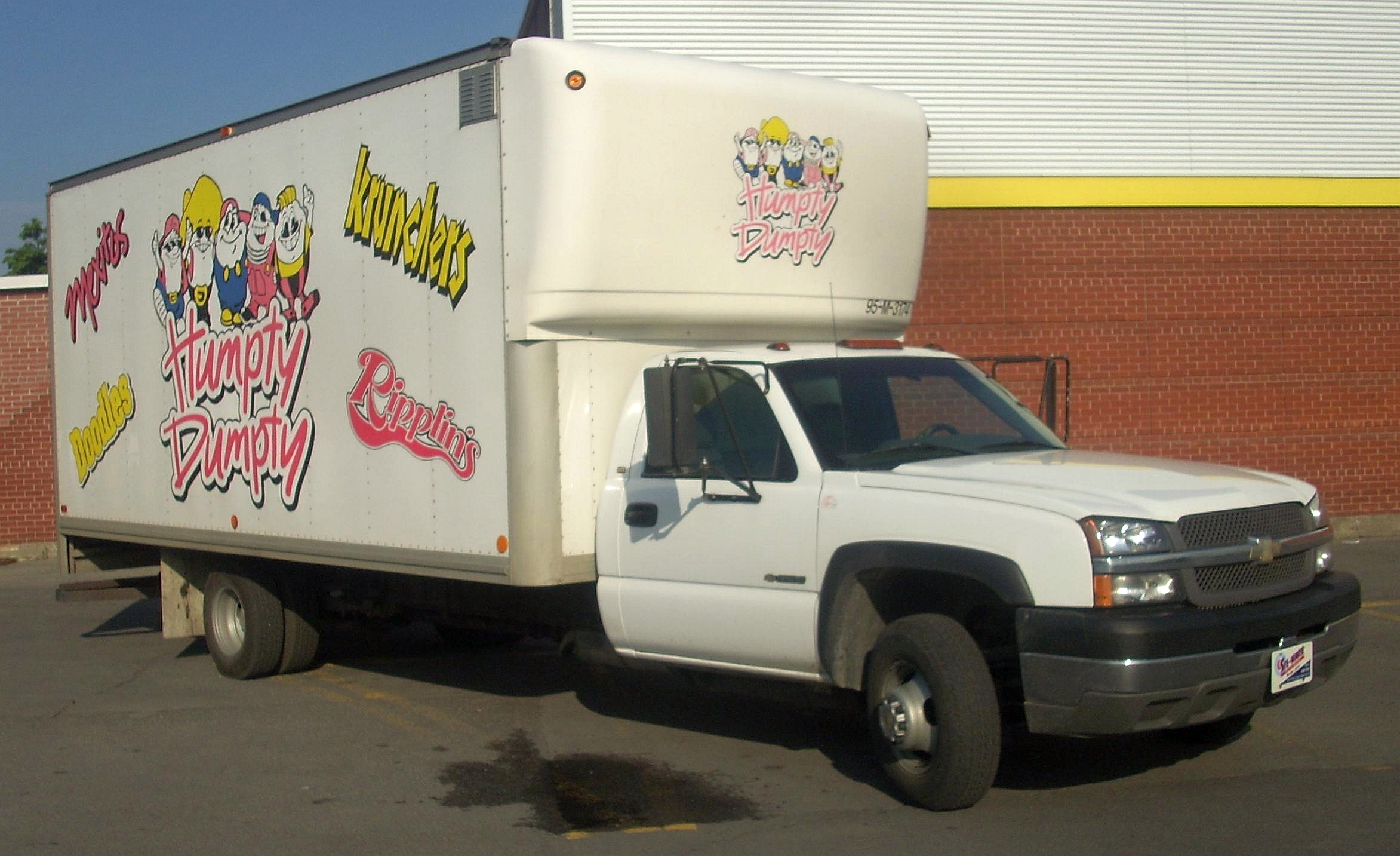
Camionnette de livraison Humpty Dumpty à Montréal
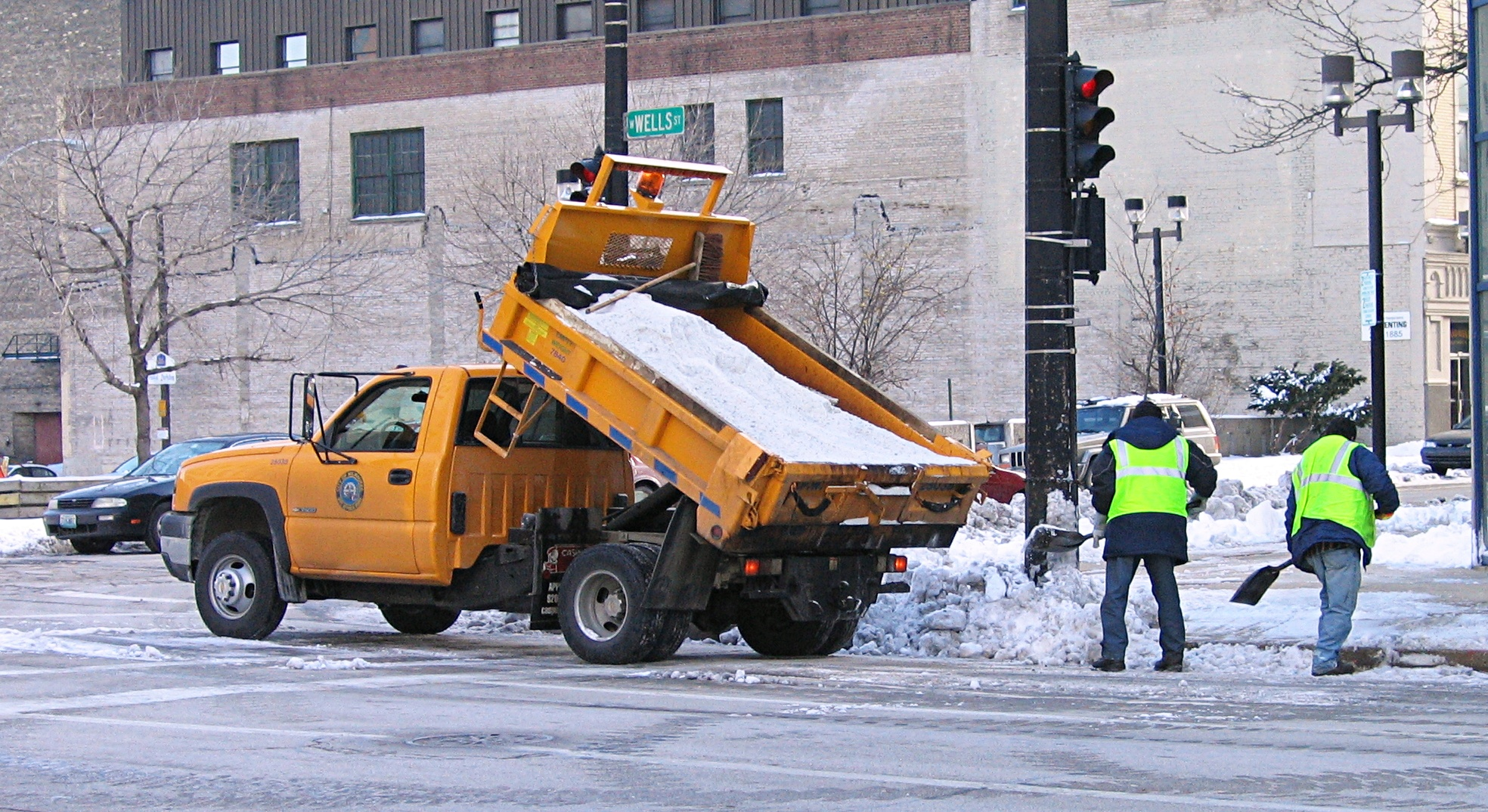
Camion à benne basculante à Milwaukee, Wisconsin
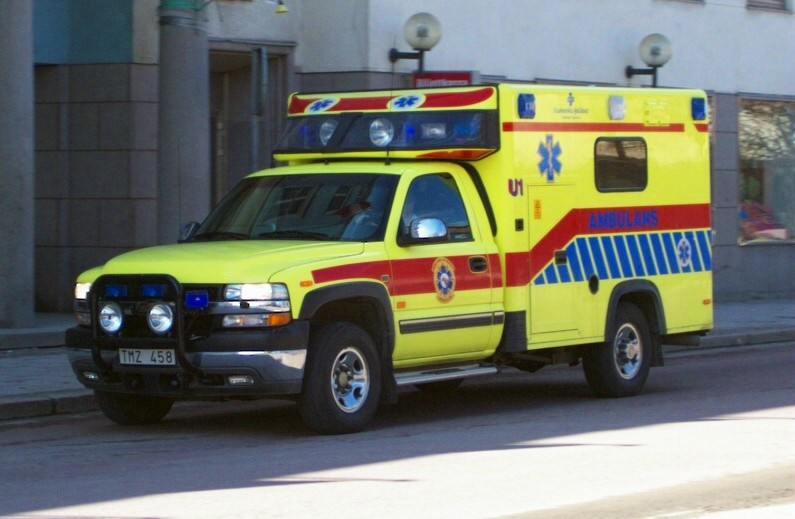
Ambulance à Uppsala, Suède
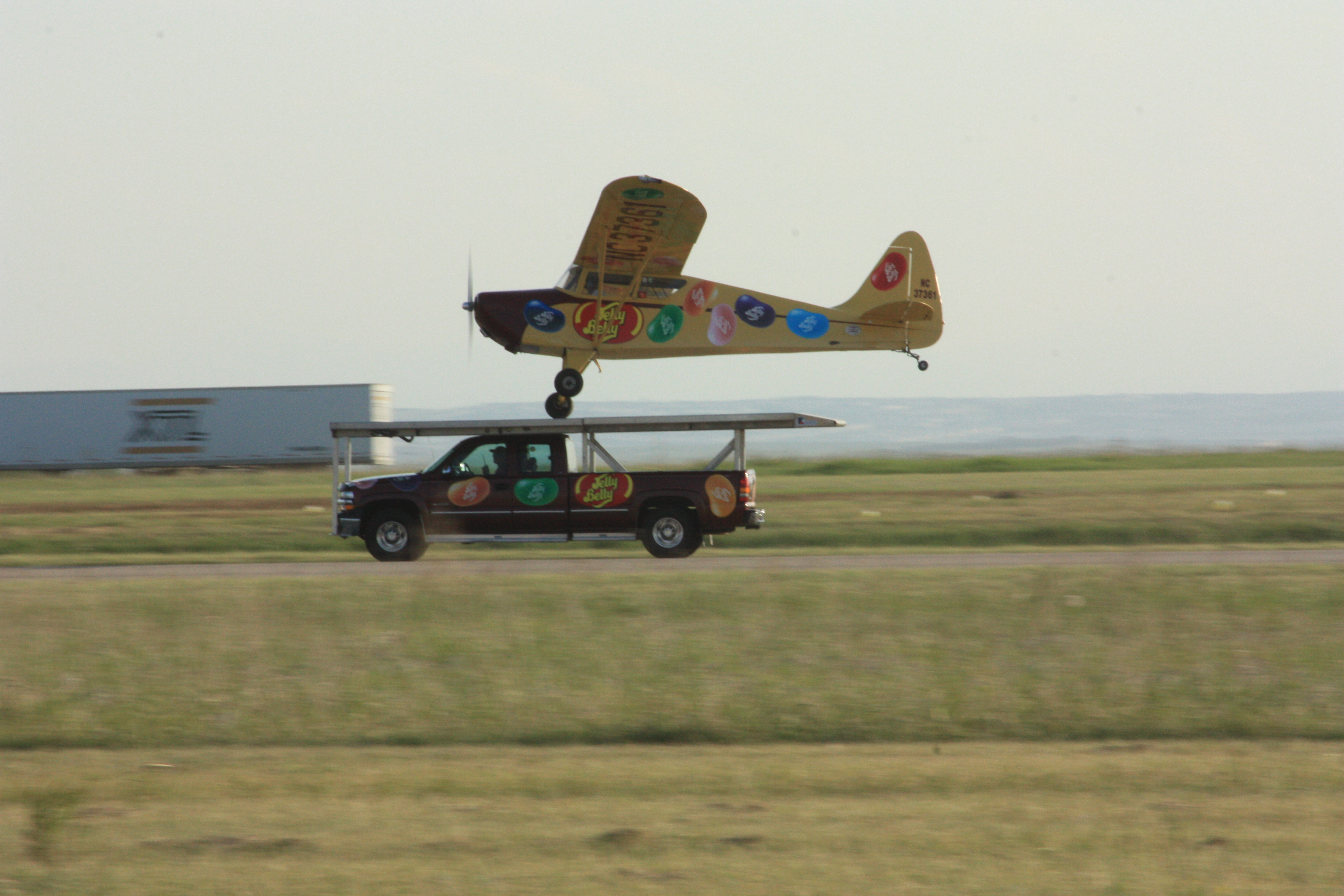
Faire atterrir un avion à Airdrie, Alberta
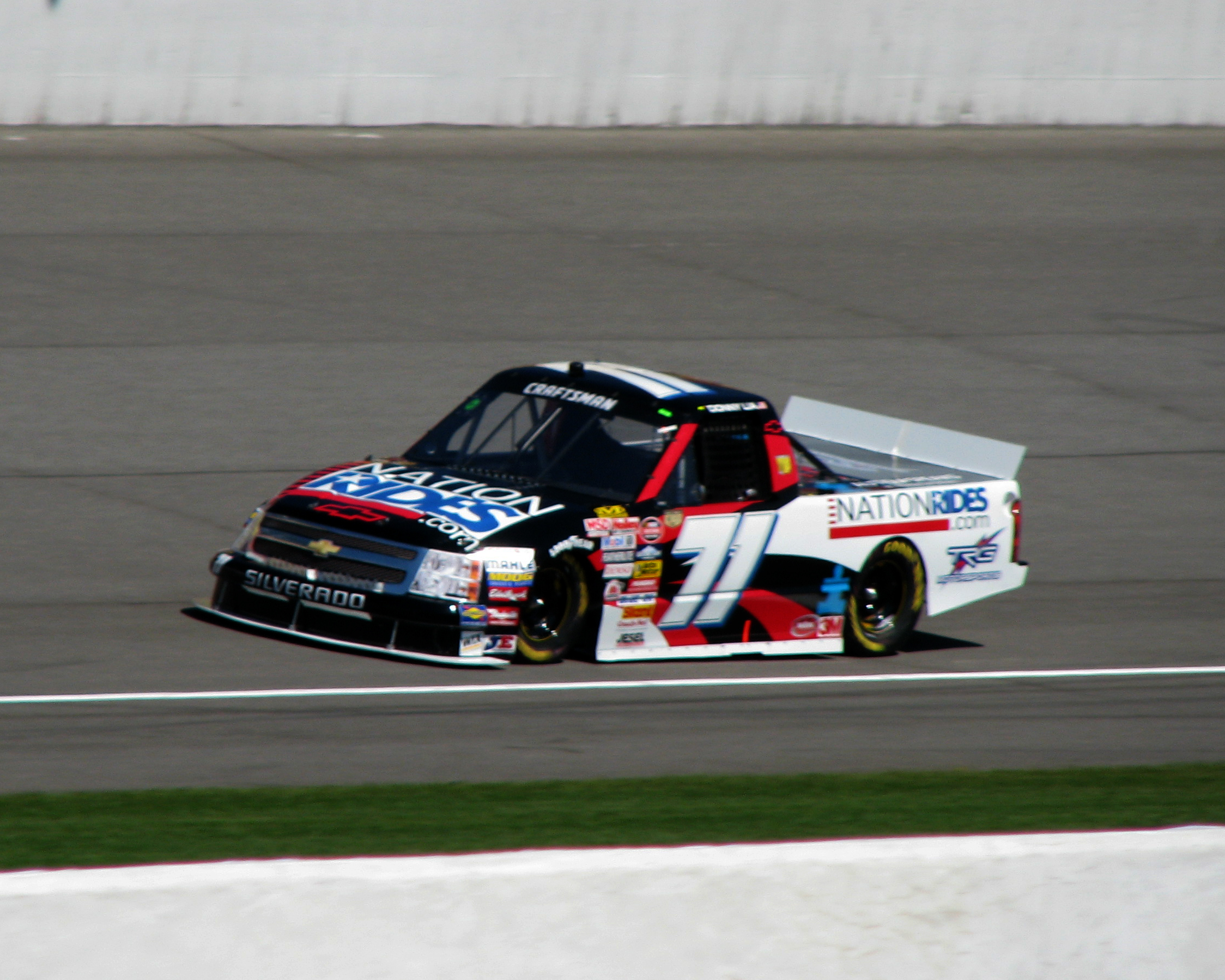
Voiture de course
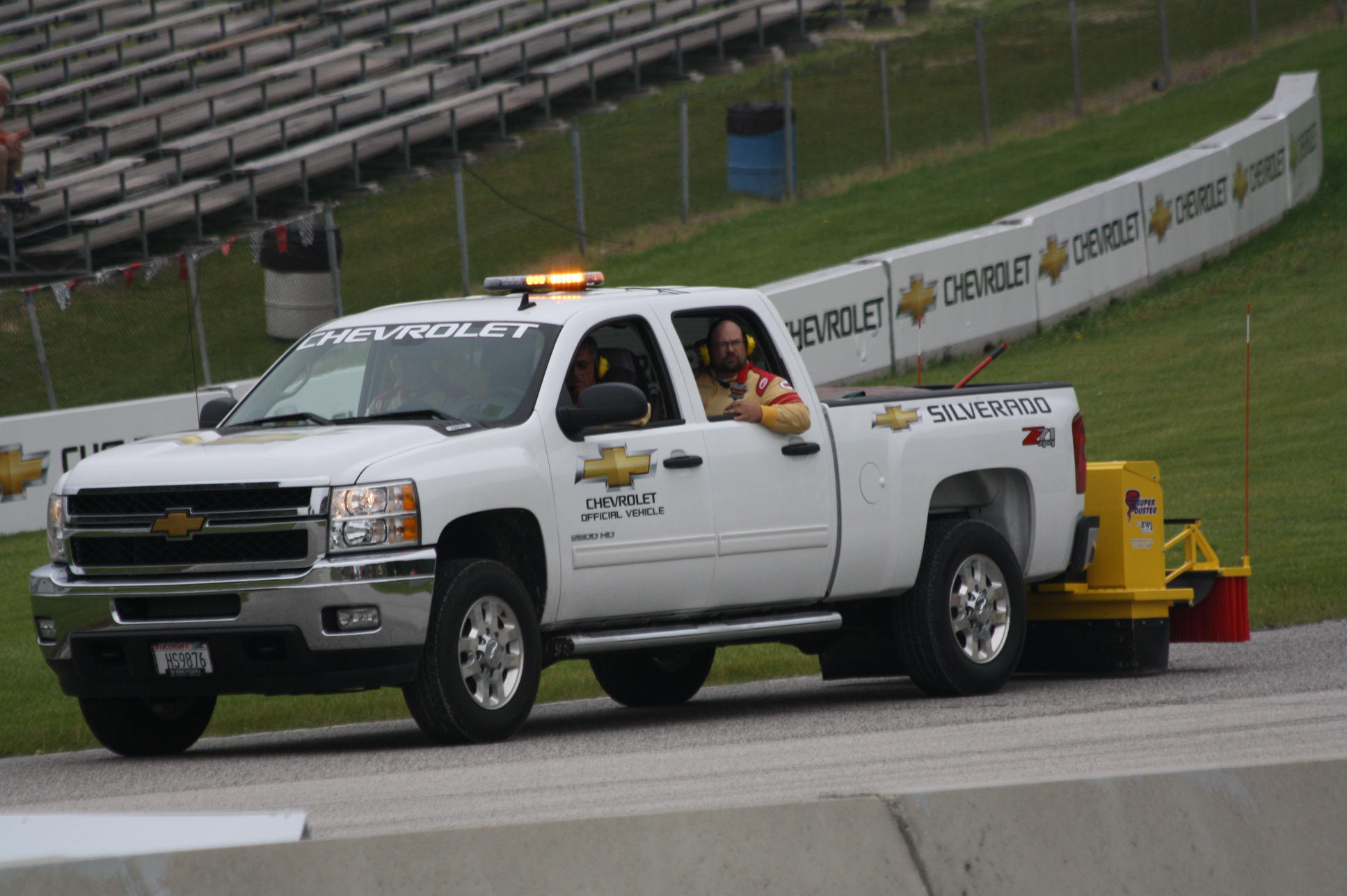
Silverado HD de 2011-2014 séchant une piste de course
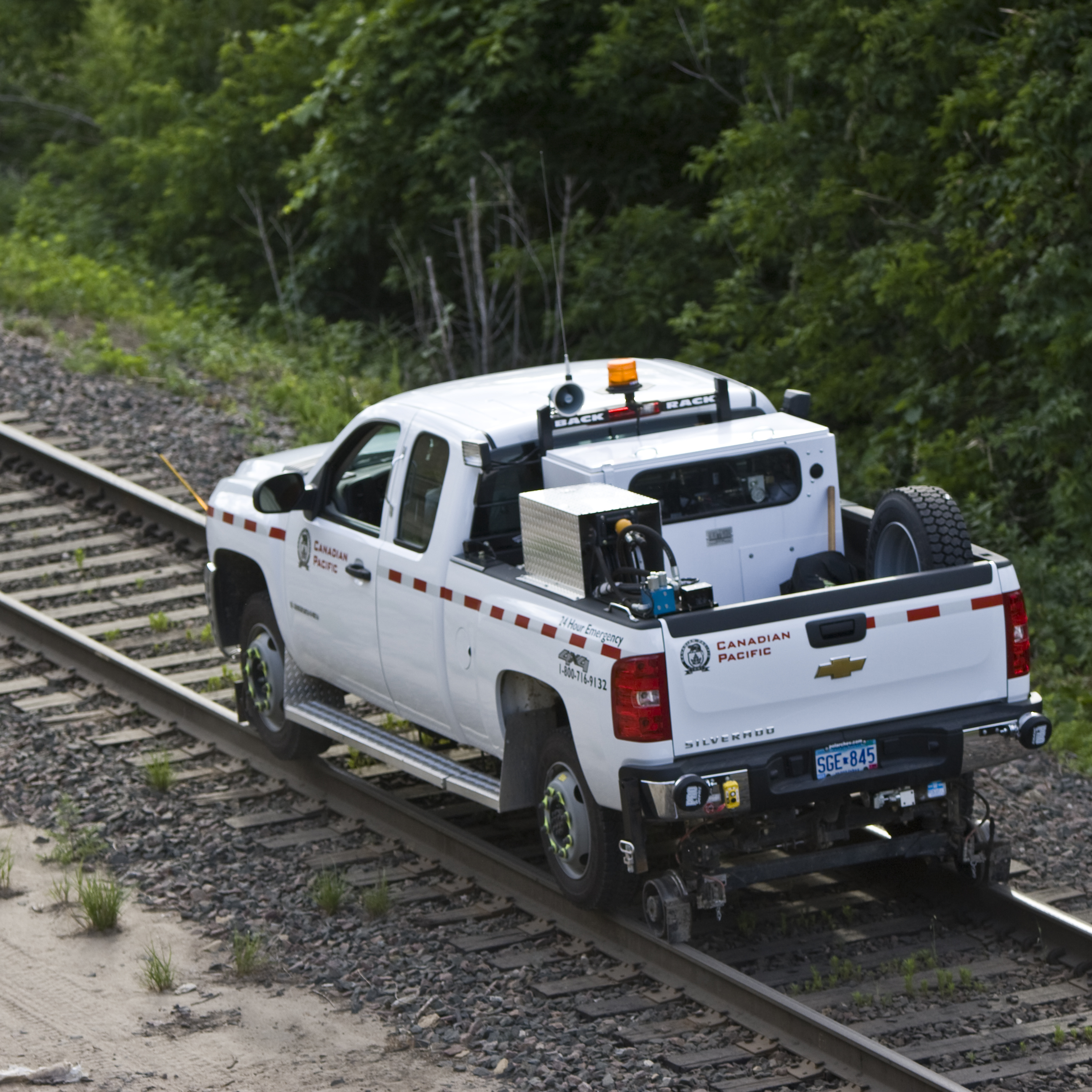
Véhicule ferroviaire
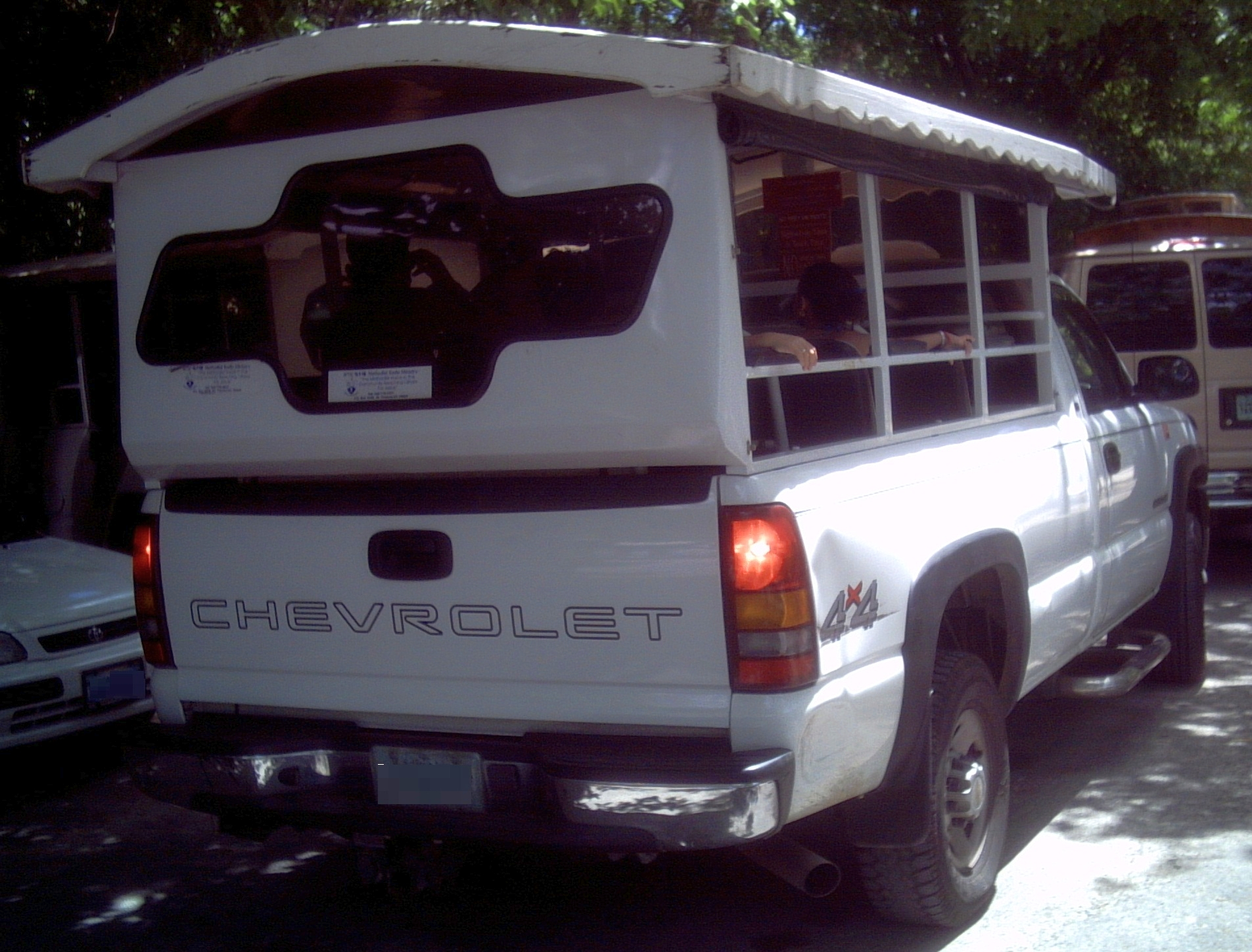
Taxi à Saint Thomas, Îles Vierges américaines
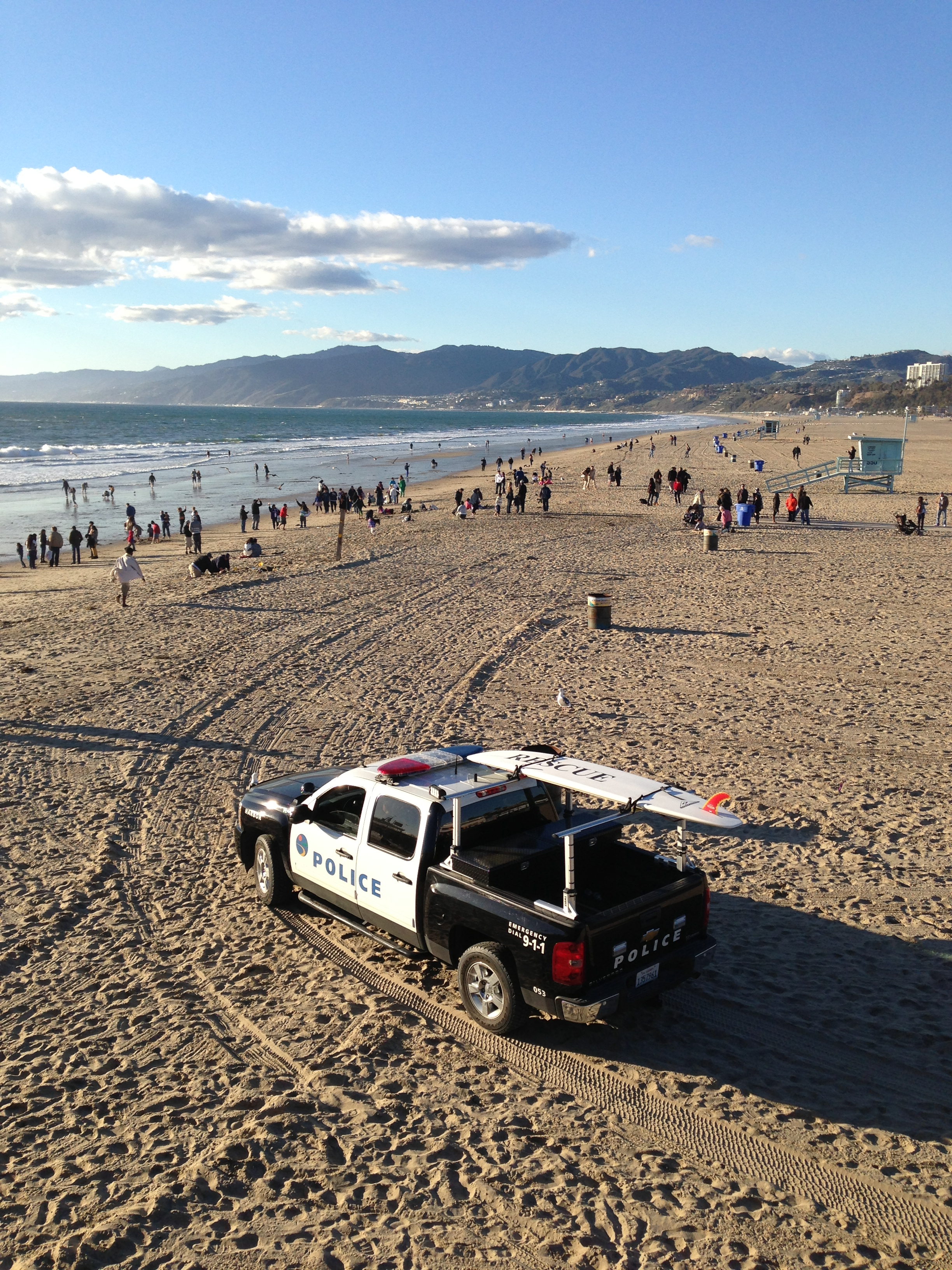
Patrouille de plage à Santa Monica, Californie
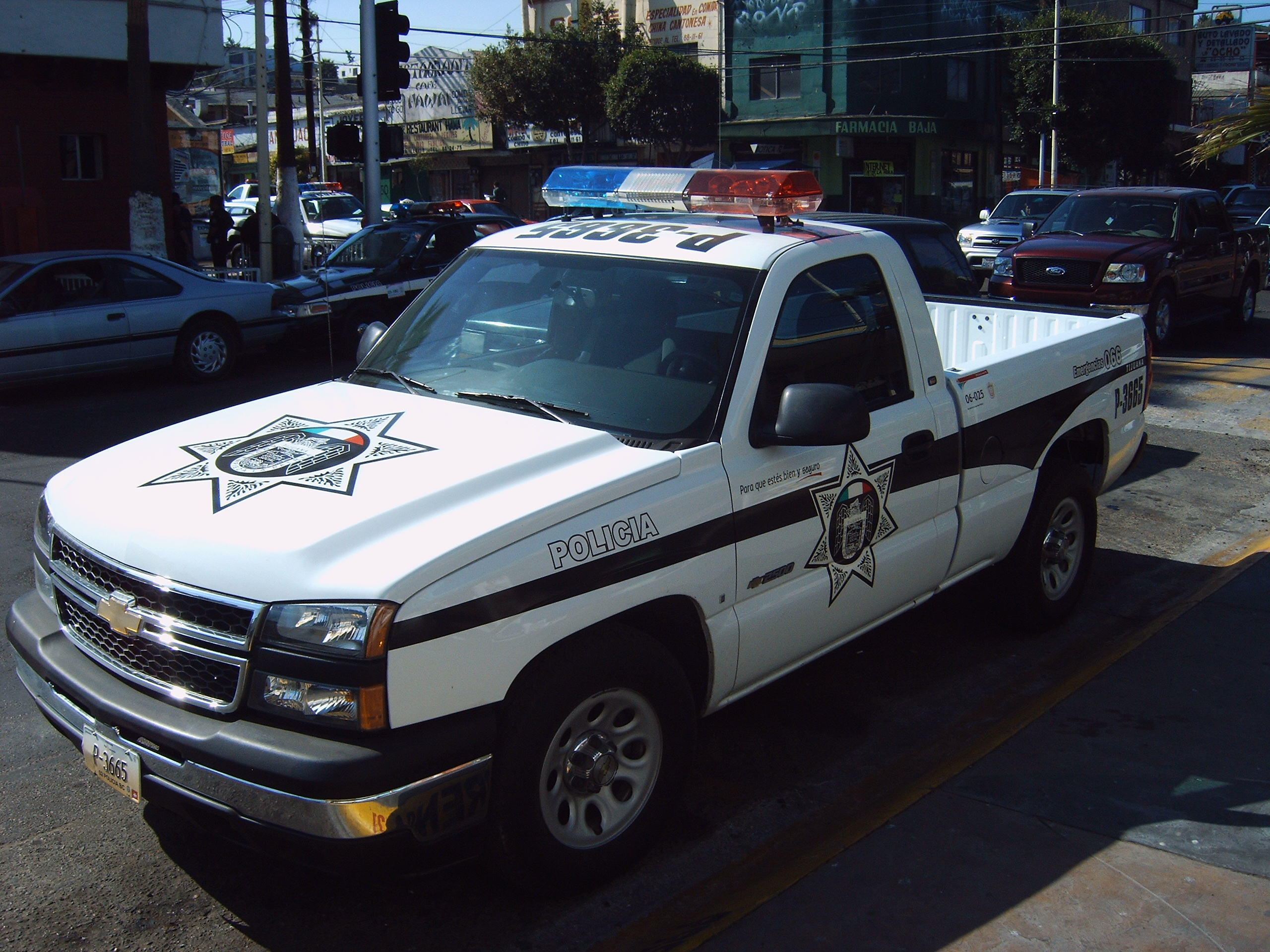
Chevrolet Cheyenne utilisé comme voiture de police à Tijuana, Mexique